# Liste des ministres finlandais par portefeuille ministériel
Cet article liste les ministres de Finlande par portefeuille ministériel.

## Présentation
La liste est organisée en liste alphabétique de nom de portefeuille .

## Liste des ministres
| Ministre des Collectivités régionales et communales             | Ministre des Collectivités régionales et communales | Ministre des Collectivités régionales et communales                                                                 | Ministre des Collectivités régionales et communales | Ministre des Collectivités régionales et communales |
| Personne (naissance–décès)                                      | Période | Gouvernement | Durée totale                                        | Parti                                               |
| --------------------------------------------------------------- | --- | --- | --------------------------------------------------- | --------------------------------------------------- |
| Martti Korhonen (1953-)                                         | 15.4.1999–17.4.2003 | Lipponen II | 1464                                                | Alliance de gauche                                  |
| Hannes Manninen (1946-)                                         | 17.4.2003–24.6.2003 24.6.2003–19.4.2007 | Jäätteenmäki Vanhanen I                                                                                             | 1464                                                | Parti du centre                                     |
| Vice-ministre de l'Agriculture                                  | | |                                                     |                                                     |
| Eero Hahl (1872 -1945)                                          | 17.4.1919 - 15.8.1919 15.8.1919 - 15.3.1920 15.3.1920 - 9.4.1921 | Castren K. | 724                                                 | Maalaisliitto                                       |
| Eero Hahl (1872 -1945)                                          | 17.4.1919 - 15.8.1919 15.8.1919 - 15.3.1920 15.3.1920 - 9.4.1921 | Vennola | 724                                                 | Maalaisliitto                                       |
| Eero Hahl (1872 -1945)                                          | 17.4.1919 - 15.8.1919 15.8.1919 - 15.3.1920 15.3.1920 - 9.4.1921 | Erich | 724                                                 | Maalaisliitto                                       |
| Juho Niukkanen (1888-1954)                                      | 9.4.1921 - 2.6.1922 14.11.1922 - 18.1.1924 | Vennola II | 851                                                 | Maalaisliitto                                       |
| Juho Niukkanen (1888-1954)                                      | 9.4.1921 - 2.6.1922 14.11.1922 - 18.1.1924 | Kallio | 851                                                 | Maalaisliitto                                       |
| A. K. Cajander (1879 -1943)                                     | 2.6.1922 - 14.11.1922 | Cajander I | 166                                                 | Ammattiministeri                                    |
| Ilmari Auer (1879 -1965)                                        | 31.5.1924 - 22.11.1924 | Ingman II | 176                                                 | Maalaisliitto                                       |
| Pekka Pennanen (1872 -1960)                                     | 29.11.1924 - 31.3.1925 | Ingman II | 123                                                 | Kokoomus                                            |
| Vihtori Vesterinen (1885-1958)                                  | 31.3.1925 - 31.12.1925 31.12.1925 - 13.12.1926 17.12.1927 - 16.10.1928 | Tulenheimo | 928                                                 | Maalaisliitto                                       |
| Vihtori Vesterinen (1885-1958)                                  | 31.3.1925 - 31.12.1925 31.12.1925 - 13.12.1926 17.12.1927 - 16.10.1928 | Kallio II | 928                                                 | Maalaisliitto                                       |
| Vihtori Vesterinen (1885-1958)                                  | 31.3.1925 - 31.12.1925 31.12.1925 - 13.12.1926 17.12.1927 - 16.10.1928 | Sunila | 928                                                 | Maalaisliitto                                       |
| Kalle Jutila (1891-1966)                                        | 16.10.1928 - 22.12.1928 | Sunila | 68                                                  | Maalaisliitto                                       |
| Uuno Brander (1870-1934)                                        | 22.12.1928 - 16.8.1929 | Mantere | 238                                                 | Edistyspuolue                                       |
| Antti Junes (1874-1963)                                         | 16.8.1929 - 4.7.1930 | Kallio III | 323                                                 | Maalaisliitto                                       |
| Juho Koivisto (1885-1975)                                       | 4.7.1930 - 21.3.1931 12.3.1937 - 1.12.1939 | Svinhufvud II | 261                                                 | Maalaisliitto                                       |
| P. V. Heikkinen (1883-1959)                                     | 21.3.1931 - 14.12.1932 | Sunila II | 635                                                 | Maalaisliitto                                       |
| Eemil Linna (1876-1951)                                         | 19.1.1934 - 25.9.1936 | Kivimäki | 981                                                 | Edistyspuolue                                       |
| Viljami Kalliokoski (1894-1978)                                 | 7.10.1936 - 12.3.1937 | Kallio IV | 157                                                 | Maalaisliitto                                       |
| Vice- ministre de l'Éducation et de la Culture                  | | |                                                     |                                                     |
| Antti Kukkonen (1889-1978)                                      | 31.5.1924 - 22.11.1924 | Ingman II | 176                                                 | Maalaisliitto                                       |
| Oskari Mantere (1874-1942)                                      | 22.11.1924 - 31.3.1925 | Ingman II | 130                                                 | Edistyspuolue                                       |
| Vice- ministre de la Défense                                    | | |                                                     |                                                     |
| Albin Manner (1888-1954)                                        | 4.7.1930 - 10.7.1930 | Svinhufvud II | 7                                                   | Maalaisliitto                                       |
| Hugo Österman (1892-1975)                                       | 10.7.1930 - 21.3.1931 | Svinhufvud II | 255                                                 | Ammattiministeri                                    |
| Vice- ministre de l'Intérieur                                   | | |                                                     |                                                     |
| Niilo Solja                                                     | 21.3.1931 - 3.3.1932 | Sunila II | 349                                                 | Kokoomus                                            |
| Lennart Oesch                                                   | 3.3.1932 - 14.3.1932 | Sunila II | 12                                                  | Ammattiministeri                                    |
| Arvo Manner                                                     | 14.3.1932 - 20.10.1932 | Sunila II | 221                                                 | Ammattiministeri                                    |
| Eljas Erkko                                                     | 25.11.1932 - 14.12.1932 | Sunila II | 20                                                  | Edistyspuolue                                       |
| Urho Kekkonen                                                   | 9.10.1936 - 12.3.1937 | Kallio IV | 155                                                 | Maalaisliitto                                       |
| Vice- ministre des Affaires sociales                            | | |                                                     |                                                     |
| Miina Sillanpää (1866-1952)                                     | 13.12.1926 - 17.12.1927 | Tanner | 370                                                 | SDP                                                 |
| Juhani Leppälä (1880-1976)                                      | 27.8.1929 - 4.7.1930 | Kallio III | 312                                                 | Maalaisliitto                                       |
| Oskari Reinikainen (1885-1969)                                  | 2.9.1938 - 1.7.1939 | Cajander III | 303                                                 | SDP                                                 |
| Vice- ministre des Affaires étrangères                          | | |                                                     |                                                     |
| Leo Ehrnrooth (1877-1951)                                       | 11.3.1919 - 17.4.1919 17.4.1919 - 19.6.1919 | Ingman | 101                                                 | RKP                                                 |
| Leo Ehrnrooth (1877-1951)                                       | 11.3.1919 - 17.4.1919 17.4.1919 - 19.6.1919 | Castren K. | 101                                                 | RKP                                                 |
| Rolf Witting (1879-1944)                                        | 30.12.1933 - 28.2.1936 | Kivimäki | 791                                                 | RKP                                                 |
| Vice- ministre des Finances                                     | | |                                                     |                                                     |
| J. H. Vennola                                                   | 27.11.1918 - 17.4.1919 | Ingman | 142                                                 | Edistyspuolue                                       |
| Ragnar Furuhjelm                                                | 14.12.1932 - 21.4.1933 | Kivimäki | 129                                                 | RKP                                                 |
| Rolf Witting                                                    | 21.4.1933 - 28.2.1936 | Kivimäki | 1044                                                | RKP                                                 |
| Tyko Reinikka                                                   | 6.3.1936 - 7.10.1936 | Kivimäki | 216                                                 | Maalaisliitto                                       |
| Ministre du Logement                                            | | |                                                     |                                                     |
| Jan Vapaavuori (1965)                                           | 19.4.2007–22.6.2010 22.6.2010–22.6.2011 | Kiviniemi Vanhanen II                                                                                               | 1526                                                | Kokoomus                                            |
| Ministre du Logement et des Communications                      | | |                                                     |                                                     |
| Krista Kiuru (1974)                                             | 22.6.2011–24.5.2013 | Katainen | 703                                                 | SDP                                                 |
| Pia Viitanen (1967)                                             | 24.5.2013–4.4.2014 | Katainen | 316                                                 | SDP                                                 |
| Ministre des Affaires européennes                               | | |                                                     |                                                     |
| Tytti Tuppurainen (1976)                                        | 6.6.2019–10.12.2019 | Rinne | 188                                                 | SDP                                                 |
| Tytti Tuppurainen (1976)                                        | 10.12.2019–virassa | Marin | 11921                                               | SDP                                                 |
| Ministre des Affaires économiques                               | | |                                                     |                                                     |
| Mauri Pekkarinen (1947)                                         | 1.1.2008–22.6.2010 22.6.2010–22.6.2011 | Kiviniemi Vanhanen II                                                                                               | 1269                                                | Parti du centre                                     |
| Jyri Häkämies (1961)                                            | 22.6.2011–16.11.2012 | Katainen | 514                                                 | Kokoomus                                            |
| Jan Vapaavuori (1965)                                           | 16.11.2012–24.6.2014 24.6.2014–29.5.2015 | Katainen Stubb | 2451                                                | Kokoomus                                            |
| Olli Rehn (1962)                                                | 29.5.2015–1.1.2017 | Sipilä | 581                                                 | Parti du centre                                     |
| Mika Lintilä (1966)                                             | 1.1.2017–6.6.2019 | Sipilä | 891                                                 | Parti du centre                                     |
| Katri Kulmuni (1987)                                            | 6.6.2019–10.12.2019 | Rinne | 188                                                 | Parti du centre                                     |
| Mika Lintilä (1966)                                             | 10.12.2019–virassa | Marin | 11921                                               | Parti du centre                                     |
| Ministre de l'Alimentation                                      | | |                                                     |                                                     |
| Mikko Collan (1881–1964)                                        | 27.11.1918–17.4.1919 17.4.1919–15.8.1919 15.8.1919–15.3.1920 | Ingman I K. Castrén Vennola I                                                                                       | 475                                                 | Edistyspuolue                                       |
| Kaarlo Wuokoski (1880–1944)                                     | 26.3.1920–9.2.1921 | Erich | 321                                                 | Edistyspuolue                                       |
| Directeur de la Commission alimentaire                          | | |                                                     |                                                     |
| H. G. Paloheimo (1864–1919)                                     | 27.5.1918–27.11.1918 | Paasikivi I | 185                                                 | Suomalainen puolue                                  |
| Ministre des Affaires européennes et du Commerce extérieur      | | |                                                     |                                                     |
| Alexander Stubb (1968)                                          | 22.6.2011–24.6.2014 | Katainen | 1099                                                | Kokoomus                                            |
| Lenita Toivakka (1961)                                          | 24.6.2014–29.5.2015 | Stubb | 340                                                 | Kokoomus                                            |
| Ministre du Bien-être public                                    | | |                                                     |                                                     |
| Rainer von Fieandt (1890–1972)                                  | 20.9.1939–1.12.1939 1.12.1939–27.3.1940 | Cajander III Ryti I                                                                                                 | 190                                                 | ammattiministeri                                    |
| Väinö Tanner (1881–1966)                                        | 27.3.1940–15.8.1940 | Ryti II | 142                                                 | SDP                                                 |
| Väinö Kotilainen (1887–1959)                                    | 15.8.1940–4.1.1941 4.1.1941–16.4.1941 | Ryti II Rangell | 245                                                 | ammattiministeri                                    |
| Atte Arola (1893–1964)                                          | 16.4.1941–3.7.1942 | Rangell | 444                                                 | Maalaisliitto                                       |
| Henrik Ramsay (1886–1951)                                       | 3.7.1942–5.3.1943 | Rangell | 246                                                 | RKP                                                 |
| Kaarle Ellilä (1888–1957)                                       | 5.3.1943–8.8.1944 8.8.1944–21.9.1944 21.9.1944–17.11.1944 | Linkomies Hackzell K. Castrén                                                                                       | 624                                                 | Maalaisliitto                                       |
| Kalle Jutila (1891–1966)                                        | 17.11.1944–17.4.1945 | Paasikivi II | 152                                                 | Maalaisliitto                                       |
| Kaarlo Hillilä (1902–1965)                                      | 17.4.1945–26.3.1946 | Paasikivi III | 344                                                 | Maalaisliitto                                       |
| Taavi Vilhula (1897–1976)                                       | 26.3.1946–29.7.1948 | Pekkala | 857                                                 | Maalaisliitto                                       |
| Onni Toivonen (1894–1968)                                       | 29.7.1948–17.3.1950 | Fagerholm I | 597                                                 | SDP                                                 |
| Ministre du Commerce et de l'Industrie                          | | |                                                     |                                                     |
| Julius Stjernvall (1874–1939)                                   | 27.11.1918–17.4.1919 | Ingman I | 142                                                 | RKP                                                 |
| Juho Vennola (1872–1938)                                        | 17.4.1919–15.8.1919 | K. Castrén | 121                                                 | Edistyspuolue                                       |
| Eero Erkko (1860–1927)                                          | 15.8.1919–15.3.1920 | Vennola I | 214                                                 | Edistyspuolue                                       |
| Leo Ehrnrooth (1877–1951)                                       | 15.3.1920–12.8.1920 | Erich | 151                                                 | RKP                                                 |
| Hjalmar J. Procopé (1889–1954)                                  | 19.8.1920–9.4.1921 19.1.1924–31.5.1924 | Erich Cajander II                                                                                                   | 368                                                 | RKP ammattiministeri                                |
| Erkki Makkonen (1882–1934)                                      | 9.4.1921–2.6.1922 | Vennola II | 420                                                 | Edistyspuolue                                       |
| Aukusti Aho (1867–1934)                                         | 2.6.1922–14.11.1922 30.11.1922–18.1.1924 | Cajander I Kallio I                                                                                                 | 581                                                 | ammattiministeri                                    |
| Axel Palmgren (1867–1939)                                       | 31.5.1924–31.3.1925 21.3.1931–14.12.1932 | Ingman II Sunila II                                                                                                 | 940                                                 | RKP                                                 |
| Yrjö Pulkkinen (1875–1945)                                      | 31.3.1925–31.12.1925 | Tulenheimo | 276                                                 | Kokoomus                                            |
| Tyko Reinikka (1887–1964)                                       | 31.12.1925–13.12.1926 | Kallio II | 348                                                 | Maalaisliitto                                       |
| Väinö Hupli (1886–1934)                                         | 13.12.1926–17.12.1927 | Tanner | 370                                                 | SDP                                                 |
| Pekka Ville Heikkinen (1883–1959)                               | 17.12.1927–22.12.1928 16.8.1929–4.7.1930 | Sunila I Kallio III                                                                                                 | 695                                                 | Maalaisliitto                                       |
| Kyösti Järvinen (1869–1957)                                     | 22.12.1928–16.8.1929 | Mantere | 238                                                 | ammattiministeri                                    |
| Axel Solitander (1878–1944)                                     | 4.7.1930–21.3.1931 | Svinhufvud II | 261                                                 | ammattiministeri                                    |
| Ilmari Killinen (1876–1941)                                     | 30.12.1932–6.3.1936 | Kivimäki | 1163                                                | Edistyspuolue                                       |
| Atte Arola (1893–1964)                                          | 6.3.1936–7.10.1936 | Kivimäki | 216                                                 | Maalaisliitto                                       |
| Kalle Kauppi (1892–1961)                                        | 7.10.1936–12.3.1937 | Kallio IV | 157                                                 | Edistyspuolue                                       |
| Väinö Voionmaa (1869–1947)                                      | 12.3.1937–1.12.1938 | Cajander III | 630                                                 | SDP                                                 |
| Väinö Kotilainen (1887–1959)                                    | 1.12.1939–27.3.1940 27.3.1940–15.8.1940 | Ryti I Ryti II | 259                                                 | ammattiministeri                                    |
| Toivo Salmio (1882–1973)                                        | 23.8.1940–4.1.1941 4.1.1941–3.7.1941 | Ryti II Rangell | 315                                                 | SDP                                                 |
| Väinö Tanner (1881–1966)                                        | 3.7.1941–22.5.1942 | Rangell | 324                                                 | SDP                                                 |
| Uuno Takki (1901–1968)                                          | 22.5.1942–5.3.1943 5.3.1943–8.8.1944 8.8.1944–21.9.1944 21.9.1944–17.11.1944 26.3.1946–29.7.1948 29.7.1948–17.3.1950                                                                                      | Rangell Linkomies Hackzell Urho Castrén Pekkala Fagerholm I                                                         | 2364                                                | SDP                                                 |
| Åke Gartz (1888–1974)                                           | 17.11.1944–17.4.1945 17.4.1945–26.3.1946 | Paasikivi II Paasikivi III                                                                                          | 495                                                 | ammattiministeri                                    |
| Sakari Tuomioja (1911–1964)                                     | 17.3.1950–30.9.1950 | Kekkonen I | 198                                                 | Edistyspuolue                                       |
| Teuvo Aura (1912–1999)                                          | 30.9.1950–17.1.1951 9.7.1953–17.11.1953 17.11.1953–5.5.1954 | Kekkonen I Kekkonen IV Tuomioja                                                                                     | 411                                                 | ammattiministeri Edistyspuolue                      |
| Penna Tervo (1901–1956)                                         | 17.1.1951–20.9.1951 20.9.1951–9.7.1953 5.5.1954–20.10.1954 | Kekkonen II Kekkonen III Törngren                                                                                   | 1074                                                | SDP                                                 |
| Aarre Simonen (1913–1977)                                       | 20.10.1954–3.3.1956 | Kekkonen V | 501                                                 | SDP                                                 |
| Kauno Kleemola (1906–1965)                                      | 3.3.1956–27.5.1957 | Fagerholm II | 451                                                 | Maalaisliitto                                       |
| Esa Kaitila (1909–1975)                                         | 27.5.1957–29.11.1957 | Sukselainen I | 187                                                 | Suomen Kansanpuolue                                 |
| Lauri Kivekäs (1903–1998)                                       | 29.11.1957–26.4.1958 26.4.1958–29.8.1958 | Von Fieandt Kuuskoski                                                                                               | 274                                                 | ammattiministeri                                    |
| Onni Hiltunen (1895–1971)                                       | 29.8.1958–13.1.1959 | Fagerholm III | 138                                                 | SDP                                                 |
| Ahti Karjalainen (1923–1990)                                    | 13.1.1959–19.6.1961 | Sukselainen II | 889                                                 | Maalaisliitto                                       |
| Björn Westerlund (1912–2009)                                    | 19.6.1961–14.7.1961 | Sukselainen II | 26                                                  | RKP                                                 |
| Ilmari Hustich (1911–1982)                                      | 14.7.1961–13.4.1962 | Miettunen I | 274                                                 | ammattiministeri                                    |
| Toivo Wiherheimo (1898–1970)                                    | 13.4.1962–18.12.1963 12.9.1964–27.5.1966 | Karjalainen I Virolainen                                                                                            | 1238                                                | Kokoomus                                            |
| Olavi J. Mattila (1918–2013)                                    | 18.12.1963–12.9.1964 14.5.1970–15.7.1970 | Lehto Aura | 333                                                 | ammattiministeri                                    |
| Olavi Salonen (1914–1998)                                       | 27.5.1966–22.3.1968 | Paasio I | 666                                                 | SDP                                                 |
| Grels Teir (1916–1999)                                          | 22.3.1968–14.5.1970 4.9.1972–31.12.1972 | Koivisto I Sorsa III                                                                                                | 903                                                 | RKP                                                 |
| Arne Berner (1927–1988)                                         | 15.7.1970–29.10.1971 29.9.1976–15.5.1977 | Karjalainen II Miettunen III                                                                                        | 701                                                 | Liberaalit                                          |
| Gunnar Korhonen (1918–2001)                                     | 29.10.1971–23.2.1972 | Aura II | 118                                                 | ammattiministeri                                    |
| Jussi Linnamo (1924–2004)                                       | 23.2.1972–4.9.1972 | Paasio II | 195                                                 | SDP                                                 |
| Jan-Magnus Jansson (1922–2003)                                  | 1.1.1973–30.9.1974 | Sorsa I | 638                                                 | RKP                                                 |
| Kristian Gestrin (1929–1990)                                    | 1.10.1974–13.6.1975 | Sorsa I | 256                                                 | RKP                                                 |
| Arvo Rytkönen (1929–1980)                                       | 13.6.1975–30.11.1975 | Liinamaa | 171                                                 | ammattiministeri                                    |
| Eero Rantala (1941–2019)                                        | 30.11.1975–29.9.1976 15.5.1977–26.5.1979 | Miettunen II Sorsa II                                                                                               | 1047                                                | SDP                                                 |
| Ulf Sundqvist (1945)                                            | 26.5.1979–30.6.1981 | Koivisto II | 767                                                 | SDP                                                 |
| Pirkko Työläjärvi (1938)                                        | 1.7.1981–19.2.1982 | Koivisto II | 234                                                 | SDP                                                 |
| Esko Ollila (1940–2018)                                         | 19.2.1982–6.5.1983 | Sorsa III | 442                                                 | Parti du centre                                     |
| Seppo Lindblom (1935)                                           | 6.5.1983–30.4.1987 | Sorsa IV | 1456                                                | SDP                                                 |
| Ilkka Suominen (1939)                                           | 30.4.1987–26.4.1991 | Holkeri | 1458                                                | Kokoomus                                            |
| Kauko Juhantalo (1942–2020)                                     | 26.4.1991–3.8.1992 | Aho | 466                                                 | Parti du centre                                     |
| Pekka Tuomisto (1940)                                           | 3.8.1992–31.7.1993 | Aho | 363                                                 | Parti du centre                                     |
| Seppo Kääriäinen (1948)                                         | 1.8.1993–13.4.1995 | Aho | 621                                                 | Parti du centre                                     |
| Antti Kalliomäki (1947)                                         | 13.4.1995–15.4.1999 | Lipponen I | 1464                                                | SDP                                                 |
| Erkki Tuomioja (1946)                                           | 15.4.1999–25.2.2000 | Lipponen II | 317                                                 | SDP                                                 |
| Sinikka Mönkäre (1947)                                          | 25.2.2000–17.4.2003 | Lipponen II | 1148                                                | SDP                                                 |
| Mauri Pekkarinen (1947)                                         | 17.4.2003–24.6.2003 24.6.2003–19.4.2007 19.4.2007–1.1.2008 | Jäätteenmäki Vanhanen I Vanhanen II                                                                                 | 1721                                                | Parti du centre                                     |
| Directeur de la commission du commerce et de l'industrie        | | |                                                     |                                                     |
| Heikki Renvall (1872–1955)                                      | 27.11.1917–27.5.1918 27.5.1918–27.11.1918 | Svinhufvud I Paasikivi I                                                                                            | 366                                                 | Nuorsuomalaiset                                     |
| Ministre du Développement                                       | | |                                                     |                                                     |
| Heidi Hautala (1955)                                            | 22.6.2011–17.10.2013 | Katainen | 849                                                 | Vihreät                                             |
| Pekka Haavisto (1958)                                           | 17.10.2013–24.6.2014 24.6.2014–26.9.2014 | Katainen Stubb | 345                                                 | Vihreät                                             |
| Sirpa Paatero (1964)                                            | 26.9.2014–29.5.2015 | Stubb | 246                                                 | SDP                                                 |
| Ministre de l'Éducation et de l'Église                          | | |                                                     |                                                     |
| Mikael Soininen (1860–1924)                                     | 27.11.1918–17.4.1919 17.4.1919–15.8.1919 15.8.1919–15.3.1920 | Ingman I Urho Castrén Vennola I                                                                                     | 475                                                 | Edistyspuolue                                       |
| Lauri Ingman (1868–1934)                                        | 15.3.1920–9.4.1921 | Erich | 391                                                 | Kokoomus                                            |
| Niilo Liakka (1864–1945)                                        | 9.4.1921–2.6.1922 | Vennola II | 420                                                 | Maalaisliitto                                       |
| Directeur de la commission de l'Éducation et de l'Église        | | |                                                     |                                                     |
| Emil Nestor Setälä (1864–1935)                                  | 27.11.1917–27.5.1918 27.5.1918–27.11.1918 | Svinhufvud I Paasikivi I                                                                                            | 366                                                 | Nuorsuomalaiset                                     |
| Ministre des Transports et des Communications                   | | |                                                     |                                                     |
| Bernhard Wuolle (1876–1962)                                     | 27.11.1918–17.4.1919 | Ingman I | 142                                                 | Kokoomus                                            |
| Eero Erkko (1860–1927)                                          | 17.4.1919–15.8.1919 | Urho Castrén | 121                                                 | Edistyspuolue                                       |
| Santeri Pohjanpalo (1874–1939)                                  | 15.8.1919–15.3.1920 | Vennola I | 214                                                 | Edistyspuolue                                       |
| Magnus Lavonius (1870–1948)                                     | 15.3.1920–9.4.1921 | Erich | 391                                                 | Edistyspuolue                                       |
| Erkki Pullinen (1871–1934)                                      | 9.4.1921–2.6.1922 14.11.1922–18.1.1924 | Vennola II Kallio I                                                                                                 | 851                                                 | Edistyspuolue                                       |
| Evert Skogström (1870–1935)                                     | 2.6.1922–14.11.1922 18.1.1924–31.5.1924 | Cajander I Cajander II                                                                                              | 301                                                 | ammattiministeri                                    |
| Eero Hahl (1872–1945)                                           | 31.5.1924–22.11.1924 | Ingman II | 176                                                 | Maalaisliitto                                       |
| Rolf Witting (1879–1944)                                        | 22.11.1924–31.3.1925 4.7.1930–21.3.1931 | Ingman II Svinhufvud II                                                                                             | 391                                                 | RKP                                                 |
| Kyösti Kallio (1873–1940)                                       | 31.3.1925–31.12.1925 | Tulenheimo | 276                                                 | Maalaisliitto                                       |
| Juho Niukkanen (1888–1954)                                      | 31.12.1925–13.12.1926 21.3.1931–14.12.1932 | Kallio II Sunila II                                                                                                 | 983                                                 | Maalaisliitto                                       |
| Wäinö Wuolijoki (1872–1947)                                     | 13.12.1926–15.11.1927 | Tanner | 338                                                 | SDP                                                 |
| Johan Helo (1889–1966)                                          | 15.11.1927–17.12.1927 | Tanner | 33                                                  | SDP                                                 |
| Eemil Hynninen (1882–1947)                                      | 17.12.1927–22.12.1928 | Sunila I | 372                                                 | Maalaisliitto                                       |
| Jalmar Castrén (1873–1946)                                      | 22.12.1928–16.8.1929 | Mantere | 238                                                 | ammattiministeri                                    |
| Jalo Lahdensuo (1882–1973)                                      | 16.8.1929–4.7.1930 7.10.1936–12.3.1937 | Kallio III Kallio IV                                                                                                | 480                                                 | Maalaisliitto                                       |
| Eemil Linna (1876–1951)                                         | 14.12.1932–25.9.1936 | Kivimäki | 1382                                                | Edistyspuolue                                       |
| Erik Koskenmaa (1878–1957)                                      | 25.9.1936–7.10.1936 | Kivimäki | 13                                                  | ammattiministeri                                    |
| Hannes Ryömä (1878–1939)                                        | 12.3.1937–2.9.1938 | Cajander III | 540                                                 | SDP                                                 |
| Väinö Salovaara (1888–1964)                                     | 2.9.1938–1.12.1939 1.12.1939–27.3.1940 27.3.1940–4.1.1941 4.1.1941–5.3.1943 5.3.1943–8.8.1944 8.8.1944–21.9.1944 21.9.1944–17.11.1944                                                                     | Cajander III Ryti I Ryti II Rangell Linkomies Hackzell Urho Castrén                                                 | 2269                                                | SDP                                                 |
| Eero A. Wuori (1900–1966)                                       | 17.11.1944–17.4.1945 17.4.1945–29.9.1945 | Paasikivi II Paasikivi III                                                                                          | 317                                                 | SDP                                                 |
| Onni Peltonen (1894–1969)                                       | 9.11.1945–26.3.1946 29.7.1948–17.3.1950 17.1.1951–20.9.1951 20.9.1951–29.11.1952 | Paasikivi III Fagerholm I Kekkonen II Kekkonen III                                                                  | 1418                                                | SDP                                                 |
| Lauri Kaijalainen (1900–1965)                                   | 26.3.1946–29.7.1948 | Pekkala | 857                                                 | Maalaisliitto                                       |
| Martti Miettunen (1907–2002)                                    | 17.3.1950–17.1.1951 5.5.1954–20.10.1954 20.10.1954–3.3.1956 | Kekkonen II Törngren Kekkonen V                                                                                     | 976                                                 | Maalaisliitto                                       |
| Emil Huunonen (1901–1959)                                       | 29.11.1952–3.12.1952 | Kekkonen III | 5                                                   | SDP                                                 |
| Eetu Karjalainen (1895–1965)                                    | 3.12.1952–9.7.1953 | Kekkonen III | 219                                                 | SDP                                                 |
| Eero Mäkinen (1886–1953)                                        | 9.7.1953–27.10.1953 | Kekkonen IV | 111                                                 | ammattiministeri                                    |
| Kusti Eskola (1911–2003)                                        | 30.10.1953–17.11.1953 27.5.1957–2.7.1957 29.8.1958–13.1.1959 | Kekkonen IV Sukselainen I Fagerholm III                                                                             | 194                                                 | Maalaisliitto                                       |
| Erik Serlachius (1901–1980)                                     | 17.11.1953–5.5.1954 | Tuomioja | 170                                                 | ammattiministeri                                    |
| Eino Palovesi (1904–1980)                                       | 3.3.1956–27.5.1957 | Fagerholm II | 451                                                 | Maalaisliitto                                       |
| Aku Sumu (1907–1988)                                            | 29.11.1957–28.2.1958 | Von Fieandt | 92                                                  | ammattiministeri                                    |
| Paavo Kastari (1907–1991)                                       | 28.2.1958–26.4.1958 26.4.1958–29.8.1958 | Von Fieandt Kuuskoski                                                                                               | 183                                                 | ammattiministeri                                    |
| Kauno Kleemola (1906–1965)                                      | 13.1.1959–14.7.1961 14.7.1961–26.2.1962 | Sukselainen II Miettunen I                                                                                          | 1141                                                | Maalaisliitto                                       |
| Eeli Erkkilä (1909–1963)                                        | 26.2.1962–13.4.1962 | Miettunen I | 47                                                  | Maalaisliitto                                       |
| Veikko Savela (1919–2015)                                       | 13.4.1962–18.12.1963 | Karjalainen I | 615                                                 | Maalaisliitto                                       |
| Martti Niskala (1911–1984)                                      | 18.12.1963–12.9.1964 | Lehto | 270                                                 | ammattiministeri                                    |
| Grels Teir (1916–1999)                                          | 12.9.1964–27.5.1966 | Virolainen | 623                                                 | RKP                                                 |
| Leo Suonpää (1911–1996)                                         | 27.5.1966–22.3.1968 | Paasio I | 666                                                 | SKDL                                                |
| Paavo Aitio (1918–1989)                                         | 22.3.1968–28.2.1970 | Koivisto I | 709                                                 | SKDL                                                |
| Directeur de la commission des Transports et des Communications | | |                                                     |                                                     |
| Jalmar Castrén (1873–1946)                                      | 27.11.1917–27.5.1918 27.5.1918–27.11.1918 | Svinhufvud I Paasikivi I                                                                                            | 366                                                 | Nuorsuomalaiset                                     |
| Ministre de la Culture et du Logement                           | | |                                                     |                                                     |
| Pia Viitanen (1967)                                             | 4.4.2014–24.6.2014 24.6.2014–29.5.2015 | Katainen Stubb | 736                                                 | SDP                                                 |
| Ministre de la Culture et du Sport                              | | |                                                     |                                                     |
| Stefan Wallin (1967)                                            | 19.4.2007–1.5.2010 1.5.2010–22.6.2010 22.6.2010–22.6.2011 | Vanhanen I Vanhanen II                                                                                              | 1526                                                | RKP                                                 |
| Paavo Arhinmäki (1976)                                          | 22.6.2011–4.4.2014 | Katainen | 1018                                                | Alliance de gauche                                  |
| Sampo Terho (1977)                                              | 5.5.2017–6.6.2019 | Sipilä | 763                                                 | Perussuomalaiset Réforme bleue                      |
| Ministre de la Culture                                          | | |                                                     |                                                     |
| Suvi Lindén (1962)                                              | 15.4.1999–5.6.2002 | Lipponen II | 1148                                                | Kokoomus                                            |
| Kaarina Dromberg (1942)                                         | 5.6.2002–17.4.2003 | Lipponen II | 317                                                 | Kokoomus                                            |
| Tanja Saarela (1970)                                            | 17.4.2003–24.6.2003 24.6.2003–19.4.2007 | Jäätteenmäki Vanhanen I                                                                                             | 1464                                                | Parti du centre                                     |
| Ministre des Collectivités locales et de la Réforme             | | |                                                     |                                                     |
| Anu Vehviläinen (1963)                                          | 29.5.2015–6.6.2019 | Sipilä | 1471                                                | Parti du centre                                     |
| Ministre des Collectivités et des Propriétés de l'État          | | |                                                     |                                                     |
| Sirpa Paatero (1964)                                            | 29.5.2015–6.6.2019 | Rinne | 188                                                 | SDP                                                 |
| Sirpa Paatero (1964)                                            | 10.12.2019–virassa | Marin | 11921                                               | SDP                                                 |
| Ministre des Transports et des Collectivités                    | | |                                                     |                                                     |
| Henna Virkkunen (1972)                                          | 4.4.2014–24.6.2014 | Katainen | 82                                                  | Kokoomus                                            |
| Paula Risikko (1960)                                            | 24.6.2014–29.5.2015 | Stubb | 2963                                                | Kokoomus                                            |
| Ministre des Transports et des Communications (Finlande)        | | |                                                     |                                                     |
| Olli-Pekka Heinonen (1964)                                      | 1.9.2000–4.1.2002 | Lipponen II | 491                                                 | Kokoomus                                            |
| Kimmo Sasi (1952)                                               | 4.1.2002–17.4.2003 | Lipponen II | 469                                                 | Kokoomus                                            |
| Leena Luhtanen (1941)                                           | 17.4.2003–24.6.2003 24.6.2003–23.9.2005 | Jäätteenmäki Vanhanen I                                                                                             | 891                                                 | SDP                                                 |
| Susanna Huovinen (1972)                                         | 23.9.2005–19.4.2007 | Vanhanen I | 574                                                 | SDP                                                 |
| Anne Berner (1964)                                              | 29.5.2015–6.6.2019 | Sipilä | 1462                                                | Parti du centre                                     |
| Sanna Marin (1985)                                              | 6.6.2019–10.12.2019 | Rinne | 188                                                 | SDP                                                 |
| Timo Harakka (1962)                                             | 10.12.2019–virassa | Marin | 11921                                               | SDP                                                 |
| Ministre des Transports                                         | | |                                                     |                                                     |
| Paavo Aitio (1918–1989)                                         | 1.3.1970–14.5.1970 | Koivisto I | 75                                                  | SKDL                                                |
| Martti Niskala (1911–1984)                                      | 14.5.1970–15.7.1970 | Aura I | 63                                                  | ammattiministeri                                    |
| Veikko Saarto (1934)                                            | 15.7.1970–26.3.1971 15.5.1977–26.5.1979 26.5.1979–19.2.1982 | Karjalainen II Sorsa II Koivisto II                                                                                 | 1997                                                | SKDL                                                |
| Kalervo Haapasalo (1912–2002)                                   | 26.3.1971–29.10.1971 | Karjalainen II | 218                                                 | SDP                                                 |
| Esa Timonen (1925–2015)                                         | 29.10.1971–23.2.1972 13.6.1975–30.11.1975 | Aura II Liinamaa | 289                                                 | ammattiministeri                                    |
| Valde Nevalainen (1919–1994)                                    | 23.2.1972–4.9.1972 | Paasio II | 195                                                 | SDP                                                 |
| Pekka Tarjanne (1937–2010)                                      | 4.9.1972–13.6.1975 | Sorsa I | 1013                                                | Liberaalit                                          |
| Kauko Hjerppe (1926–1996)                                       | 30.11.1975–29.9.1976 | Miettunen II | 305                                                 | SKDL                                                |
| Ragnar Granvik (1910–1997)                                      | 29.9.1976–15.5.1977 | Miettunen III | 229                                                 | RKP                                                 |
| Jarmo Wahlström (1938–2013)                                     | 19.2.1982–31.12.1982 | Sorsa III | 316                                                 | SKDL                                                |
| Reino Breilin (1928–2010)                                       | 31.12.1982–6.5.1983 | Sorsa III | 127                                                 | SDP                                                 |
| Matti Puhakka (1945)                                            | 6.5.1983–30.11.1984 | Sorsa IV | 575                                                 | SDP                                                 |
| Matti Luttinen (1936–2009)                                      | 1.12.1984–30.4.1987 | Sorsa IV | 881                                                 | SDP                                                 |
| Pekka Vennamo (1944)                                            | 30.4.1987–30.9.1989 | Holkeri | 885                                                 | SMP                                                 |
| Raimo Vistbacka (1945)                                          | 1.10.1989–28.8.1990 | Holkeri | 332                                                 | SMP                                                 |
| Ilkka Kanerva (1948)                                            | 28.8.1990–26.4.1991 | Holkeri | 242                                                 | Kokoomus                                            |
| Ole Norrback (1941)                                             | 26.4.1991–13.4.1995 | Aho | 1449                                                | RKP                                                 |
| Tuula Linnainmaa (1942)                                         | 13.4.1995–1.4.1997 | Lipponen I | 720                                                 | Kokoomus                                            |
| Matti Aura (1943–2011)                                          | 2.4.1997–15.1.1999 | Lipponen I | 654                                                 | Kokoomus                                            |
| Kimmo Sasi (1952)                                               | 15.1.1999–15.4.1999 | Lipponen I | 91                                                  | Kokoomus                                            |
| Olli-Pekka Heinonen (1964)                                      | 15.4.1999–1.9.2000 | Lipponen II | 506                                                 | Kokoomus                                            |
| Anu Vehviläinen (1963)                                          | 19.4.2007–22.6.2010 22.6.2010–22.6.2011 | Vanhanen II Kiviniemi                                                                                               | 1526                                                | Parti du centre                                     |
| Merja Kyllönen (1977)                                           | 22.6.2011–4.4.2014 | Katainen | 1018                                                | Alliance de gauche                                  |
| Ministre de l'Agriculture et des Forêts                         | | |                                                     |                                                     |
| Nestor Kaasalainen (1915–2016)                                  | 1.3.1971–29.10.1971 | Karjalainen II | 243                                                 | Parti du centre                                     |
| Samuli Suomela (1918–2012)                                      | 29.10.1971–23.2.1972 | Aura II | 118                                                 | ammattiministeri                                    |
| Leo Happonen (1922–2010)                                        | 23.2.1972–4.9.1972 | Paasio II | 195                                                 | SDP                                                 |
| Erkki Haukipuro (1921–2001)                                     | 4.9.1972–31.7.1973 | Sorsa I | 331                                                 | Parti du centre                                     |
| Heimo Linna (1925)                                              | 1.8.1973–13.6.1975 30.11.1975–29.9.1976 | Sorsa I Miettunen II                                                                                                | 987                                                 | Parti du centre                                     |
| Veikko Ihamuotila (1911–1979)                                   | 13.6.1975–30.11.1975 | Liinamaa | 171                                                 | ammattiministeri                                    |
| Johannes Virolainen (1914–2000)                                 | 29.9.1976–15.5.1977 15.5.1977–26.5.1979 | Miettunen III Sorsa II                                                                                              | 970                                                 | Parti du centre                                     |
| Taisto Tähkämaa (1924)                                          | 26.5.1979–19.2.1982 19.2.1982–6.5.1983 | Koivisto II Sorsa III                                                                                               | 1442                                                | Parti du centre                                     |
| Toivo Yläjärvi (1941–2014)                                      | 6.5.1983–30.4.1987 | Sorsa IV | 1456                                                | Parti du centre                                     |
| Toivo T. Pohjala (1931–2018)                                    | 30.4.1987–26.4.1991 | Holkeri | 1458                                                | Kokoomus                                            |
| Martti Pura (1949)                                              | 26.4.1991–12.4.1994 | Aho | 1083                                                | Parti du centre                                     |
| Mikko Pesälä (1938)                                             | 12.4.1994–13.4.1995 | Aho | 367                                                 | Parti du centre                                     |
| Kalevi Hemilä (1952)                                            | 13.4.1995–15.4.1999 15.4.1999–1.2.2002 | Lipponen I Lipponen II                                                                                              | 2487                                                | ammattiministeri                                    |
| Raimo Tammilehto (1943)                                         | 1.2.2002–31.5.2002 | Lipponen II | 120                                                 | ammattiministeri                                    |
| Jari Koskinen (1960)                                            | 31.5.2002–17.4.2003 22.6.2011–24.6.2014 | Lipponen II Katainen                                                                                                | 1421                                                | Kokoomus                                            |
| Juha Korkeaoja (1950)                                           | 17.4.2003–24.6.2003 24.6.2003–19.4.2007 | Jäätteenmäki Vanhanen I                                                                                             | 1464                                                | Parti du centre                                     |
| Sirkka-Liisa Anttila (1943)                                     | 19.4.2007–22.6.2010 22.6.2010–22.6.2011 | Vanhanen II Kiviniemi                                                                                               | 1526                                                | Parti du centre                                     |
| Petteri Orpo (1969)                                             | 24.6.2014–29.5.2015 | Stubb | 341                                                 | Kokoomus                                            |
| Jari Leppä (1959)                                               | 5.5.2017–6.6.2019 | Sipilä | 764                                                 | Parti du centre                                     |
| Jari Leppä (1959)                                               | 6.6.2019–10.12.2019 | Rinne | 188                                                 | Parti du centre                                     |
| Jari Leppä (1959)                                               | 10.12.2019–virassa | Marin | 11921                                               | Parti du centre                                     |
| Ministre de l'Agriculture et de l' Environnement                | | |                                                     |                                                     |
| Kimmo Tiilikainen (1966)                                        | 29.5.2015–5.5.2017 | Sipilä | 708                                                 | Parti du centre                                     |
| Ministre de l'Immigration et des Affaires européennes           | | |                                                     |                                                     |
| Astrid Thors (1957)                                             | 19.4.2007–22.6.2010 22.6.2010–22.6.2011 | Vanhanen II Kiviniemi                                                                                               | 1526                                                | RKP                                                 |
| Directeur de la commission de l'Agriculture                     | | |                                                     |                                                     |
| Kyösti Kallio (1873–1940)                                       | 27.11.1917–27.5.1918 27.5.1918–17.8.1918 | Svinhufvud I Paasikivi I                                                                                            | 264                                                 | Maalaisliitto                                       |
| Ministre de l'Agriculture                                       | | |                                                     |                                                     |
| Uuno Brander (1870–1934)                                        | 27.11.1918–17.4.1919 | Ingman I | 142                                                 | Edistyspuolue                                       |
| Kyösti Kallio (1873–1940)                                       | 17.4.1919–15.8.1919 15.8.1919–15.3.1920 9.4.1921–2.6.1922 | Urho Castrén Vennola I Vennola II                                                                                   | 754                                                 | Maalaisliitto                                       |
| Eero Pehkonen (1882–1949)                                       | 15.3.1920–9.4.1921 | Erich | 391                                                 | Maalaisliitto                                       |
| Östen Elfving (1874–1936)                                       | 2.6.1922–14.11.1922 18.1.1924–31.5.1924 | Cajander I Cajander II                                                                                              | 301                                                 | ammattiministeri                                    |
| Juho Sunila (1875–1936)                                         | 14.11.1922–18.1.1924 31.3.1925–31.12.1925 31.12.1925–13.12.1926 | Kallio I Tulenheimo Kallio II                                                                                       | 1054                                                | Maalaisliitto                                       |
| Jalo Lahdensuo (1882–1973)                                      | 31.5.1924–22.11.1924 | Ingman II | 176                                                 | Maalaisliitto                                       |
| Ilmari Auer (1879–1965)                                         | 22.11.1924–31.3.1925 | Ingman II | 130                                                 | Maalaisliitto                                       |
| Mauno Pekkala (1890–1952)                                       | 13.12.1926–17.12.1927 | Tanner | 370                                                 | SDP                                                 |
| Sigurd Mattsson (1892–1970)                                     | 17.12.1927–22.12.1928 21.3.1931–14.12.1932 | Sunila I Sunila II                                                                                                  | 1007                                                | Maalaisliitto                                       |
| Eemil Linna (1876–1951)                                         | 22.12.1928–16.8.1929 25.9.1936–7.10.1936 | Mantere Kivimäki | 251                                                 | Edistyspuolue                                       |
| Kaarle Ellilä (1888–1957)                                       | 16.8.1929–4.7.1930 | Kallio III | 323                                                 | Maalaisliitto                                       |
| August Raatikainen (1874–1937)                                  | 4.7.1930–21.3.1931 | Svinhufvud II | 261                                                 | Maalaisliitto                                       |
| Kalle Jutila (1891–1966)                                        | 14.12.1932–25.9.1936 17.4.1945–29.9.1945 17.11.1953–5.5.1954 | Kivimäki Paasikivi III Tuomioja                                                                                     | 1718                                                | Maalaisliitto ammattiministeri                      |
| Pekka Ville Heikkinen (1883–1959)                               | 7.10.1936–12.3.1937 12.3.1937–1.12.1939 1.12.1939–27.3.1940 27.3.1940–15.8.1940 | Kallio IV Cajander III Ryti I Ryti II                                                                               | 1409                                                | Maalaisliitto                                       |
| Viljami Kalliokoski (1894–1978)                                 | 15.8.1940–4.1.1941 4.1.1941–5.3.1943 5.3.1943–8.8.1944 8.8.1944–21.9.1944 21.9.1944–17.11.1944 5.5.1954–20.10.1954 20.10.1954–3.3.1956                                                                    | Ryti II Rangell Linkomies Hackzell Urho Castrén Törngren Kekkonen V                                                 | 2225                                                | Maalaisliitto                                       |
| Eemil Luukka (1892–1970)                                        | 17.11.1944–17.4.1945 | Paasikivi II | 152                                                 | Maalaisliitto                                       |
| Vihtori Vesterinen (1885–1958)                                  | 9.11.1945–26.3.1946 26.3.1946–29.7.1948 | Paasikivi III Pekkala                                                                                               | 994                                                 | Maalaisliitto                                       |
| Matti Lepistö (1901–1991)                                       | 29.7.1948–17.3.1950 | Fagerholm I | 597                                                 | SDP                                                 |
| Taavi Vilhula (1897–1976)                                       | 17.3.1950–17.1.1951 | Kekkonen I | 307                                                 | Maalaisliitto                                       |
| Martti Miettunen (1907–2002)                                    | 17.1.1951–20.9.1951 20.9.1951–9.7.1953 9.7.1953–17.11.1953 3.3.1956–27.5.1957 27.5.1957–2.7.1957 29.8.1958–14.11.1958 22.3.1968–14.5.1970                                                                 | Kekkonen II Kekkonen III Kekkonen IV Fagerholm II Sukselainen I Fagerholm III Koivisto I                            | 2385                                                | Maalaisliitto Parti du centre                       |
| Kusti Eskola (1911–2003)                                        | 2.7.1957–29.11.1957 | Sukselainen I | 151                                                 | Maalaisliitto                                       |
| Hans Perttula (1910–1988)                                       | 29.11.1957–26.4.1958 | Von Fieandt | 149                                                 | ammattiministeri                                    |
| Pauli Lehtosalo (1910–1989)                                     | 26.4.1958–29.8.1958 | Kuuskoski | 126                                                 | Maalaisliitto                                       |
| Urho Kähönen (1910–1984)                                        | 14.11.1958–13.1.1959 | Fagerholm III | 61                                                  | Maalaisliitto                                       |
| Einari Jaakkola (1900–1992)                                     | 13.1.1959–14.7.1961 | Sukselainen II | 914                                                 | Maalaisliitto                                       |
| Johannes Virolainen (1914–2000)                                 | 14.7.1961–13.4.1962 13.4.1962–18.12.1963 | Miettunen I Karjalainen I                                                                                           | 888                                                 | Maalaisliitto                                       |
| Samuli Suomela (1918–2012)                                      | 18.12.1963–12.9.1964 | Lehto | 270                                                 | ammattiministeri                                    |
| Mauno Jussila (1908–1988)                                       | 12.9.1964–27.5.1966 | Virolainen | 623                                                 | Parti du centre                                     |
| Nestori Kaasalainen (1915–2016)                                 | 27.5.1966–22.3.1968 15.7.1970–28.2.1971 | Paasio I Karjalainen II                                                                                             | 895                                                 | Parti du centre                                     |
| Nils Westermarck (1910–2002)                                    | 14.5.1970–15.7.1970 | Aura I | 63                                                  | ammattiministeri                                    |
| Ministre du Bien-être public                                    | | |                                                     |                                                     |
| Toivo Salmio (1882–1973)                                        | 3.10.1940–4.1.1941 | Ryti II | 94                                                  | SDP                                                 |
| Henrik Ramsay (1886–1951)                                       | 29.10.1941–3.7.1942 5.3.1943–8.8.1944 | Rangell Linkomies                                                                                                   | 771                                                 | RKP                                                 |
| Siivo Kantala (1886–1954)                                       | 3.7.1942–5.3.1943 | Rangell | 246                                                 | Maalaisliitto                                       |
| Toivo Ikonen (1891–1976)                                        | 13.11.1942–5.3.1943 | Rangell | 113                                                 | Maalaisliitto                                       |
| Jalo Aura (1886–1947)                                           | 5.3.1943–8.8.1944 8.8.1944–21.9.1944 21.9.1944–17.11.1944 17.11.1944–17.4.1945 | Linkomies Hackzell Urho Castrén Paasikivi II                                                                        | 775                                                 | SDP                                                 |
| Nils Osara (1903–1990)                                          | 5.3.1943–8.8.1944 | Linkomies | 523                                                 | ammattiministeri                                    |
| Eero A. Wuori (1900–1966)                                       | 16.2.1945–17.4.1945 27.4.1945–29.9.1945 | Paasikivi II Paasikivi III                                                                                          | 217                                                 | SDP                                                 |
| Uuno Takki (1901–1968)                                          | 17.4.1945–26.3.1946 | Paasikivi III | 344                                                 | SDP                                                 |
| Onni Hiltunen (1895–1971)                                       | 14.2.1946–26.3.1946 | Paasikivi III | 41                                                  | SDP                                                 |
| Yrjö Murto (1899–1963)                                          | 26.3.1946–29.7.1948 | Pekkala | 857                                                 | SKDL                                                |
| Erkki Härmä (1890–1957)                                         | 12.4.1946–29.7.1948 30.7.1948–22.6.1949 | Pekkala Fagerholm I                                                                                                 | 1168                                                | SDP                                                 |
| Emil Huunonen (1901–1959)                                       | 29.7.1949–17.3.1950 | Fagerholm I | 232                                                 | SDP                                                 |
| Vice-ministre du Commerce et de l'Industrie                     | | |                                                     |                                                     |
| Uuno Takki (1901–1968)                                          | 15.6.1945–26.3.1946 | Paasikivi III | 285                                                 | SDP                                                 |
| Onni Toivonen (1894–1968)                                       | 11.11.1949–17.3.1950 | Fagerholm I | 127                                                 | SDP                                                 |
| Toivo Wiherheimo (1898–1970)                                    | 17.11.1953–5.5.1954 29.8.1958–13.1.1959 | Tuomioja Fagerholm III                                                                                              | 308                                                 | Kokoomus                                            |
| Teuvo Aura (1912–1999)                                          | 2.9.1957–29.11.1957 | Sukselainen I | 89                                                  | ammattiministeri                                    |
| Pauli Lehtosalo (1910–1989)                                     | 29.9.1959–14.7.1961 25.8.1961–13.4.1962 | Sukselainen II Miettunen I                                                                                          | 887                                                 | Maalaisliitto                                       |
| Aarno Niini (1905–1972)                                         | 18.12.1963–12.9.1964 | Lehto | 270                                                 | ammattiministeri                                    |
| Väinö Leskinen (1917–1972)                                      | 22.3.1968–14.5.1970 | Koivisto I | 784                                                 | SDP                                                 |
| Kalervo Haapasalo (1912–2002)                                   | 15.7.1970–26.3.1971 | Karjalainen II | 255                                                 | SDP                                                 |
| Olavi J. Mattila (1918–2013)                                    | 16.9.1970–29.10.1971 | Karjalainen II | 409                                                 | ammattiministeri                                    |
| Olavi Salonen (1914–1998)                                       | 26.3.1971–29.10.1971 | Karjalainen II | 218                                                 | SDP                                                 |
| Reino Rossi (1919–1985)                                         | 29.10.1971–23.2.1972 | Aura II | 118                                                 | ammattiministeri                                    |
| Seppo Lindblom (1935)                                           | 23.2.1972–4.9.1972 | Paasio II | 195                                                 | SDP                                                 |
| Jussi Linnamo (1924–2004)                                       | 4.9.1972–5.5.1973 | Sorsa I | 244                                                 | SDP                                                 |
| Jermu Laine (1931)                                              | 5.5.1973–13.6.1975 6.5.1983–30.4.1987 | Sorsa I Sorsa IV | 2226                                                | SDP                                                 |
| Jorma Uitto (1921–2009)                                         | 13.6.1975–30.11.1975 | Liinamaa | 171                                                 | ammattiministeri                                    |
| Sakari T. Lehto (1923–2006)                                     | 12.12.1975–29.9.1976 | Miettunen II | 293                                                 | ammattiministeri                                    |
| Carl Göran Aminoff (1916–2001)                                  | 29.9.1976–15.5.1977 | Miettunen III | 229                                                 | RKP                                                 |
| Johannes Koikkalainen (1915–1998)                               | 26.5.1979–19.2.1982 | Koivisto II | 1001                                                | SDP                                                 |
| Esko Rekola (1919–2014)                                         | 26.5.1979–19.2.1982 19.2.1982–31.12.1982 | Koivisto II Sorsa III                                                                                               | 1316                                                | ammattiministeri                                    |
| Matti Ahde (1945–2019)                                          | 19.2.1982–6.5.1983 6.5.1983–30.9.1983 | Sorsa III Sorsa IV                                                                                                  | 589                                                 | SDP                                                 |
| Arne Berner (1927–1988)                                         | 31.12.1982–6.5.1983 | Sorsa III | 127                                                 | Liberaalit                                          |
| Pertti Salolainen (1940)                                        | 30.4.1987–26.4.1991 26.4.1991–13.4.1995 | Holkeri Aho | 2906                                                | Kokoomus                                            |
| Pekka Vennamo (1944)                                            | 30.4.1987–1.9.1989 | Holkeri | 856                                                 | SMP                                                 |
| Ole Norrback (1941)                                             | 13.4.1995–15.4.1999 | Lipponen I | 1464                                                | RKP                                                 |
| Kimmo Sasi (1952)                                               | 15.4.1999–4.1.2002 | Lipponen II | 996                                                 | Kokoomus                                            |
| Jari Vilén (1964)                                               | 4.1.2002–17.4.2003 | Lipponen II | 469                                                 | Kokoomus                                            |
| Paula Lehtomäki (1972)                                          | 17.4.2003–24.6.2003 | Jäätteenmäki | 69                                                  | Parti du centre                                     |
| Vice-ministre des Transports et des Travaux publics             | | |                                                     |                                                     |
| Karl-Erik Ekholm (1896–1975)                                    | 27.3.1940–4.1.1941 | Ryti II | 284                                                 | ammattiministeri                                    |
| Vilho Annala (1888–1960)                                        | 4.1.1941–5.3.1943 | Rangell | 791                                                 | IKL                                                 |
| Toivo Ikonen (1891–1976)                                        | 5.3.1943–13.1.1944 | Linkomies | 315                                                 | Maalaisliitto                                       |
| Väinö Kaasalainen (1902–1955)                                   | 13.1.1944–8.8.1944 | Linkomies | 209                                                 | Maalaisliitto                                       |
| Eero A. Wuori (1900–1966)                                       | 21.9.1944–17.11.1944 | Urho Castrén | 58                                                  | SDP                                                 |
| Onni Hiltunen (1895–1971)                                       | 17.11.1944–17.4.1945 14.2.1946–26.3.1946 | Paasikivi II Paasikivi III                                                                                          | 193                                                 | SDP                                                 |
| Yrjö Murto (1899–1963)                                          | 17.4.1945–26.3.1946 | Paasikivi III | 344                                                 | SKDL                                                |
| Kaarlo Hillilä (1902–1965)                                      | 22.11.1945–26.3.1946 | Paasikivi III | 125                                                 | Maalaisliitto                                       |
| Erkki Härmä (1890–1957)                                         | 26.3.1946–29.7.1948 29.7.1948–22.6.1949 | Pekkala Fagerholm I                                                                                                 | 1185                                                | SDP                                                 |
| Aarre Simonen (1913–1977)                                       | 24.3.1949–17.3.1950 | Fagerholm I | 359                                                 | SDP                                                 |
| Emil Huunonen (1901–1959)                                       | 29.7.1949–17.3.1950 20.9.1951–29.11.1952 3.12.1952–9.7.1953 | Fagerholm I Kekkonen III                                                                                            | 888                                                 | SDP                                                 |
| Kauno Kleemola (1906–1965)                                      | 17.3.1950–17.1.1951 17.1.1951–20.9.1951 20.9.1951–9.7.1953 | Kekkonen I Kekkonen II Kekkonen III                                                                                 | 1211                                                | Maalaisliitto                                       |
| Lauri Riikonen (1900–1973)                                      | 24.3.1950–31.3.1950 | Kekkonen I | 8                                                   | Maalaisliitto                                       |
| Vihtori Vesterinen (1885–1958)                                  | 31.3.1950–17.1.1951 | Kekkonen I | 293                                                 | Maalaisliitto                                       |
| Rafael Paasio (1903–1980)                                       | 17.1.1951–20.9.1951 | Kekkonen II | 247                                                 | SDP                                                 |
| Kusti Eskola (1911–2003)                                        | 9.7.1953–30.10.1953 | Kekkonen IV | 114                                                 | Maalaisliitto                                       |
| Aulis Junttila (1904–1979)                                      | 17.11.1953–5.5.1954 | Tuomioja | 170                                                 | ammattiministeri                                    |
| Aku Sumu (1907–1988)                                            | 5.5.1954–20.10.1954 | Törngren | 169                                                 | SDP                                                 |
| Hannes Tiainen (1914–2001)                                      | 20.10.1954–3.3.1956 3.3.1956–27.5.1957 | Kekkonen V Fagerholm II                                                                                             | 951                                                 | SDP                                                 |
| Torsten Nordström (1897–1989)                                   | 27.5.1957–2.7.1957 | Sukselainen I | 37                                                  | RKP                                                 |
| Kustaa Tiitu (1896–1990)                                        | 2.7.1957–2.9.1957 | Sukselainen I | 63                                                  | Maalaisliitto                                       |
| Valdemar Liljeström (1902–1960)                                 | 2.9.1957–29.11.1957 | Sukselainen I | 89                                                  | TPSL                                                |
| Paavo Kastari (1907–1991)                                       | 29.11.1957–28.2.1958 | Von Fieandt | 92                                                  | ammattiministeri                                    |
| Erkki Lindfors (1913–1969)                                      | 28.2.1958–26.4.1958 | Von Fieandt | 58                                                  | ammattiministeri                                    |
| Eero Antikainen (1906–1960)                                     | 26.4.1958–29.8.1958 | Kuuskoski | 126                                                 | ammattiministeri                                    |
| Olavi Lindblom (1911–1990)                                      | 29.8.1958–13.1.1959 | Fagerholm III | 138                                                 | SDP                                                 |
| Arvo Korsimo (1901–1969)                                        | 13.1.1959–14.7.1961 | Sukselainen II | 914                                                 | Maalaisliitto                                       |
| Eeli Erkkilä (1909–1963)                                        | 14.7.1961–26.2.1962 | Miettunen I | 228                                                 | Maalaisliitto                                       |
| Onni Närvänen (1909–1995)                                       | 13.4.1962–18.10.1963 | Karjalainen I | 554                                                 | TPSL                                                |
| Olavi Lahtela (1915–1968)                                       | 1.11.1963–18.12.1963 | Karjalainen I | 48                                                  | Maalaisliitto                                       |
| Esa Timonen (1925–2015)                                         | 12.9.1964–27.5.1966 | Virolainen | 623                                                 | Parti du centre                                     |
| Niilo Ryhtä (1906–1995)                                         | 27.5.1966–31.8.1967 | Paasio I | 462                                                 | Parti du centre                                     |
| Matti Kekkonen (1928–2013)                                      | 8.9.1967–22.3.1968 | Paasio I | 197                                                 | Parti du centre                                     |
| Viljo Virtanen (1912–1989)                                      | 22.3.1968–31.12.1969 | Koivisto I | 650                                                 | SDP                                                 |
| Veikko Helle (1911–2005)                                        | 1.1.1970–28.2.1970 | Koivisto I | 59                                                  | SDP                                                 |
| Vice-ministre des Transports                                    | | |                                                     |                                                     |
| Anna-Liisa Kasurinen (1940)                                     | 28.8.1990–26.4.1991 | Holkeri | 242                                                 | SDP                                                 |
| Vice-ministre de l'Agriculture et des Forêts                    | | |                                                     |                                                     |
| Veikko Saarto (1934)                                            | 15.5.1977–26.5.1979 26.5.1979–19.2.1982 | Sorsa II Koivisto II                                                                                                | 1742                                                | SKDL                                                |
| Jarmo Wahlström (1938–2013)                                     | 19.2.1982–31.12.1982 | Sorsa III | 316                                                 | SKDL                                                |
| Matti Ahde (1945–2019)                                          | 6.5.1983–30.9.1983 | Sorsa IV | 148                                                 | SDP                                                 |
| Ole Norrback (1941)                                             | 30.4.1987–26.4.1991 | Holkeri | 1458                                                | RKP                                                 |
| Vice-ministre de l'Agriculture                                  | | |                                                     |                                                     |
| Juho Koivisto (1885–1975)                                       | 1.12.1939–27.3.1940 27.3.1940–4.1.1941 | Ryti I Ryti II | 401                                                 | Maalaisliitto                                       |
| Toivo Ikonen (1891–1976)                                        | 4.1.1941–5.3.1943 | Rangell | 791                                                 | Maalaisliitto                                       |
| Nils Osara (1903–1990)                                          | 5.3.1943–8.8.1944 | Linkomies | 523                                                 | ammattiministeri                                    |
| Eemil Luukka (1892–1970)                                        | 17.4.1945–26.3.1946 17.3.1950–17.1.1951 20.9.1951–9.7.1953 | Paasikivi III Kekkonen I Kekkonen III                                                                               | 1310                                                | Maalaisliitto                                       |
| Paavo Viding (1899–1965)                                        | 26.3.1946–29.7.1948 | Pekkala | 857                                                 | Maalaisliitto                                       |
| Jussi Raatikainen (1898–1978)                                   | 29.7.1948–17.3.1950 | Fagerholm I | 597                                                 | SDP                                                 |
| Matti Lepistö (1901–1991)                                       | 17.1.1951–20.9.1951 20.9.1951–29.11.1952 2.9.1957–29.11.1957 26.4.1958–29.8.1958 | Kekkonen II Kekkonen III Sukselainen I Kuuskoski                                                                    | 898                                                 | SDP ammattiministeri                                |
| Hannes Tiainen (1914–2001)                                      | 3.12.1952–9.7.1953 5.5.1954–20.10.1954 | Kekkonen III Törngren                                                                                               | 388                                                 | SDP                                                 |
| Henrik Kullberg (1891–1953)                                     | 17.11.1953–4.12.1953 | Tuomioja | 18                                                  | RKP                                                 |
| Nils Westermarck (1910–2002)                                    | 18.12.1953–5.5.1954 | Tuomioja | 139                                                 | RKP                                                 |
| Vieno Simonen (1898–1994)                                       | 3.3.1956–27.5.1957 | Fagerholm II | 451                                                 | Maalaisliitto                                       |
| Bertel Lindh (1908–1996)                                        | 27.5.1957–2.7.1957 | Sukselainen I | 37                                                  | RKP                                                 |
| Niilo Kosola (1911–1996)                                        | 29.8.1958–13.1.1959 | Fagerholm III | 138                                                 | Kokoomus                                            |
| Toivo Antila (1910–1970)                                        | 13.1.1959–14.7.1961 | Sukselainen II | 914                                                 | Maalaisliitto                                       |
| Tahvo Rönkkö (1905–1993)                                        | 14.7.1961–13.4.1962 | Miettunen I | 274                                                 | Maalaisliitto                                       |
| Verner Korsbäck (1910–1981)                                     | 13.4.1962–18.12.1963 | Karjalainen I | 615                                                 | RKP                                                 |
| Marja Lahti (1901–1967)                                         | 12.9.1964–27.5.1966 | Virolainen | 623                                                 | Parti du centre                                     |
| Lars Lindeman (1920–2006)                                       | 27.5.1966–22.3.1968 | Paasio I | 666                                                 | SDP                                                 |
| Vice-ministre de la Justice                                     | | |                                                     |                                                     |
| Astrid Thors (1957)                                             | 19.4.2007–22.6.2010 22.6.2010–22.6.2011 | Vanhanen II Kiviniemi                                                                                               | 1526                                                | RKP                                                 |
| Vice-ministre de l'Éducation                                    | | |                                                     |                                                     |
| Meeri Kalavainen (1918–2010)                                    | 15.7.1970–29.10.1971 | Karjalainen II | 472                                                 | SDP                                                 |
| Jouko Tyyri (1929–2001)                                         | 29.10.1971–23.2.1972 | Aura II | 118                                                 | ammattiministeri                                    |
| Pentti Holappa (1927–2017)                                      | 23.2.1972–4.9.1972 | Paasio II | 195                                                 | SDP                                                 |
| Marjatta Väänänen (1923–2020)                                   | 4.9.1972–13.6.1975 | Sorsa I | 1013                                                | Parti du centre                                     |
| Kalevi Kivistö (1941)                                           | 30.11.1975–29.9.1976 15.5.1977–26.5.1979 26.5.1979–19.2.1982 | Miettunen II Sorsa II Koivisto II                                                                                   | 2047                                                | SKDL                                                |
| Kaarina Suonio (1941)                                           | 19.2.1982–31.12.1982 | Sorsa III | 316                                                 | SDP                                                 |
| Arvo Salo (1932–2011)                                           | 31.12.1982–6.5.1983 | Sorsa III | 127                                                 | SDP                                                 |
| Gustav Björkstrand (1941)                                       | 6.5.1983–30.4.1987 | Sorsa IV | 1456                                                | RKP                                                 |
| Anna-Liisa Kasurinen (1940)                                     | 30.4.1987–26.4.1991 | Holkeri | 1458                                                | SDP                                                 |
| Tytti Isohookana-Asunmaa (1947)                                 | 26.4.1991–13.4.1995 | Aho | 1449                                                | Parti du centre                                     |
| Claes Andersson (1937–2019)                                     | 13.4.1995–4.9.1998 | Lipponen I | 1241                                                | Alliance de gauche                                  |
| Suvi-Anne Siimes (1963)                                         | 4.9.1998–15.4.1999 | Lipponen I | 224                                                 | Alliance de gauche                                  |
| Vice-ministre de la Défense                                     | | |                                                     |                                                     |
| Mauno Pekkala (1890–1952)                                       | 27.3.1946–29.7.1948 | Pekkala | 856                                                 | SKDL                                                |
| Vice-ministre de l'Intérieur                                    | | |                                                     |                                                     |
| Eemil Luukka (1892–1970)                                        | 8.8.1944–21.9.1944 21.9.1944–17.11.1944 24.11.1944–17.4.1945 17.4.1945–26.3.1946 | Hackzell Urho Castrén Paasikivi II Paasikivi III                                                                    | 590                                                 | Maalaisliitto                                       |
| Paavo Viding (1899–1965)                                        | 26.3.1946–29.7.1948 | Pekkala | 857                                                 | Maalaisliitto                                       |
| Jussi Raatikainen (1898–1978)                                   | 30.7.1948–17.3.1950 | Fagerholm I | 596                                                 | SDP                                                 |
| Lauri Riikonen (1900–1973)                                      | 17.3.1950–30.9.1950 | Kekkonen I | 198                                                 | Maalaisliitto                                       |
| Johannes Virolainen (1914–2000)                                 | 30.9.1950–17.1.1951 | Kekkonen I | 110                                                 | Maalaisliitto                                       |
| Sulo Suorttanen (1921–2005)                                     | 27.5.1966–22.3.1968 22.3.1968–14.5.1970 | Paasio I Koivisto I                                                                                                 | 1449                                                | Parti du centre                                     |
| Mikko Laaksonen (1927–2006)                                     | 26.3.1971–30.9.1971 | Karjalainen II | 189                                                 | SDP                                                 |
| Jacob Söderman (1938)                                           | 1.10.1971–29.10.1971 | Karjalainen II | 29                                                  | SDP                                                 |
| Pekka Tarjanne (1937–2010)                                      | 4.9.1972–13.6.1975 | Sorsa I | 1013                                                | Liberaalit                                          |
| Aarno Strömmer (1927)                                           | 13.6.1975–30.11.1975 | Liinamaa | 171                                                 | ammattiministeri                                    |
| Olavi Hänninen (1929–1989)                                      | 30.11.1975–29.6.1976 | Miettunen II | 213                                                 | SKDL                                                |
| Arvo Hautala (1917–1985)                                        | 29.6.1976–29.9.1976 | Miettunen II | 93                                                  | SKDL                                                |
| Kristian Gestrin (1929–1990)                                    | 15.5.1977–2.3.1978 | Sorsa II | 292                                                 | RKP                                                 |
| Tuure Salo (1921–2006)                                          | 15.5.1977–2.3.1978 | Sorsa II | 292                                                 | Liberaalit                                          |
| Eero Rantala (1941–2019)                                        | 2.3.1978–26.5.1979 | Sorsa II | 451                                                 | SDP                                                 |
| Johannes Koikkalainen (1915–1998)                               | 26.5.1979–19.2.1982 | Koivisto II | 1001                                                | SDP                                                 |
| Mikko Jokela (1928–2007)                                        | 19.2.1982–6.5.1983 | Sorsa III | 442                                                 | Parti du centre                                     |
| Matti Luttinen (1936–2009)                                      | 6.5.1983–30.9.1983 | Sorsa IV | 148                                                 | SDP                                                 |
| Toivo Yläjärvi (1941–2014)                                      | 1.3.1984–30.4.1987 | Sorsa IV | 1156                                                | Parti du centre                                     |
| Erkki Liikanen (1950)                                           | 8.5.1987–28.2.1990 | Holkeri | 1028                                                | SDP                                                 |
| Matti Puhakka (1945)                                            | 1.3.1990–26.4.1991 | Holkeri | 422                                                 | SDP                                                 |
| Jouni Backman (1959)                                            | 13.4.1995–15.4.1999 | Lipponen I | 1464                                                | SDP                                                 |
| Mari Kiviniemi (1968)                                           | 19.4.2007–1.1.2008 | Vanhanen II | 258                                                 | Parti du centre                                     |
| Mauri Pekkarinen (1947)                                         | 19.4.2007–1.1.2008 | Vanhanen II | 258                                                 | Parti du centre                                     |
| Vice-ministre des Affaires sociales et de la Santé              | | |                                                     |                                                     |
| Alli Lahtinen (1926–1976)                                       | 14.5.1970–15.7.1970 | Aura I | 63                                                  | ammattiministeri                                    |
| Katri-Helena Eskelinen (1925–2014)                              | 15.7.1970–29.10.1971 26.5.1979–19.2.1982 | Karjalainen II Koivisto II                                                                                          | 1473                                                | Parti du centre                                     |
| Arne Berner (1927–1988)                                         | 22.7.1970–29.10.1971 | Karjalainen II | 465                                                 | Liberaalit                                          |
| Gunnar Korhonen (1918–2001)                                     | 29.10.1971–23.2.1972 | Aura II | 118                                                 | ammattiministeri                                    |
| Ahti Fredriksson (1923–1994)                                    | 23.2.1972–4.9.1972 | Paasio II | 195                                                 | SDP                                                 |
| Jussi Linnamo (1924–2004)                                       | 25.2.1972–4.9.1972 | Paasio II | 193                                                 | SDP                                                 |
| Pentti Pekkarinen (1917–1975)                                   | 4.9.1972–20.1.1975 | Sorsa I | 869                                                 | Parti du centre                                     |
| Reino Karpola (1930–1995)                                       | 7.2.1975–13.6.1975 | Sorsa I | 127                                                 | Parti du centre                                     |
| Grels Teir (1916–1999)                                          | 13.6.1975–30.11.1975 | Liinamaa | 171                                                 | ammattiministeri                                    |
| Pirkko Työläjärvi (1938)                                        | 30.11.1975–29.9.1976 | Miettunen II | 305                                                 | SDP                                                 |
| Orvokki Kangas (1921–2000)                                      | 29.9.1976–15.5.1977 | Miettunen III | 229                                                 | Parti du centre                                     |
| Olavi Martikainen (1941)                                        | 15.5.1977–26.5.1979 | Sorsa II | 742                                                 | Parti du centre                                     |
| Johannes Koikkalainen (1915–1998)                               | 26.5.1979–19.2.1982 | Koivisto II | 1001                                                | SDP                                                 |
| Matti Ahde (1945–2019)                                          | 19.2.1982–6.5.1983 6.5.1983–30.4.1987 | Sorsa III Sorsa IV                                                                                                  | 1897                                                | SDP                                                 |
| Marjatta Väänänen (1923–2020)                                   | 19.2.1982–6.5.1983 | Sorsa III | 442                                                 | Parti du centre                                     |
| Vappu Taipale (1940)                                            | 6.5.1983–30.11.1984 | Sorsa IV | 575                                                 | SDP                                                 |
| Matti Puhakka (1945)                                            | 1.12.1984–30.4.1987 30.4.1987–31.5.1989 | Sorsa IV Holkeri | 1643                                                | SDP                                                 |
| Tarja Halonen (1943)                                            | 30.4.1987–28.2.1990 | Holkeri | 1036                                                | SDP                                                 |
| Tuulikki Hämäläinen (1940)                                      | 1.3.1990–26.4.1991 | Holkeri | 422                                                 | SDP                                                 |
| Toimi Kankaanniemi (1950)                                       | 26.4.1991–28.6.1994 | Aho | 1160                                                | Kristillinen liitto                                 |
| Hannele Pokka (1952)                                            | 3.5.1991–17.5.1991 | Aho | 15                                                  | Parti du centre                                     |
| Elisabeth Rehn (1935)                                           | 17.5.1991–1.1.1995 | Aho | 1326                                                | RKP                                                 |
| Jan-Erik Enestam (1947)                                         | 2.1.1995–13.4.1995 | Lipponen I | 102                                                 | RKP                                                 |
| Terttu Huttu-Juntunen (1951)                                    | 13.4.1995–15.4.1999 | Lipponen I | 1464                                                | Alliance de gauche                                  |
| Arja Alho (1954)                                                | 28.4.1995–9.10.1997 | Lipponen I | 896                                                 | SDP                                                 |
| Jouko Skinnari (1946–2016)                                      | 9.10.1997–15.4.1999 | Lipponen I | 554                                                 | SDP                                                 |
| Stefan Wallin (1967)                                            | 19.4.2007–22.6.2010 22.6.2010–22.6.2011 | Vanhanen II Kiviniemi                                                                                               | 1526                                                | RKP                                                 |
| Vice-ministre des Affaires sociales                             | | |                                                     |                                                     |
| Yrjö Leino (1897–1961)                                          | 17.11.1944–17.4.1945 | Paasikivi II | 152                                                 | SKDL                                                |
| Eero A. Wuori (1900–1966)                                       | 16.2.1945–17.4.1945 27.4.1945–29.9.1945 | Paasikivi II Paasikivi III                                                                                          | 217                                                 | SDP                                                 |
| Matti Janhunen (1902–1963)                                      | 17.4.1945–26.3.1946 | Paasikivi III | 344                                                 | SKDL                                                |
| Kaarlo Hillilä (1902–1965)                                      | 22.11.1945–26.3.1946 | Paasikivi III | 125                                                 | Maalaisliitto                                       |
| Onni Hiltunen (1895–1971)                                       | 14.2.1946–26.3.1946 | Paasikivi III | 41                                                  | SDP                                                 |
| Lennart Heljas (1896–1972)                                      | 26.3.1946–26.5.1948 | Pekkala | 793                                                 | Maalaisliitto                                       |
| Erkki Härmä (1890–1957)                                         | 12.4.1946–29.7.1948 30.7.1948–22.6.1949 | Pekkala Fagerholm I                                                                                                 | 1168                                                | SDP                                                 |
| Onni Peltonen (1894–1969)                                       | 26.5.1948–29.7.1948 | Pekkala | 65                                                  | SDP                                                 |
| Tyyne Leivo-Larsson (1902–1977)                                 | 29.7.1948–17.3.1950 20.10.1954–3.3.1956 3.3.1956–17.5.1957 2.5.1958–29.8.1958 | Fagerholm I Kekkonen V Kekkonen II Kuuskoski                                                                        | 1658                                                | SDP ammattiministeri                                |
| Emil Huunonen (1901–1959)                                       | 29.7.1949–17.3.1950 17.1.1951–20.9.1951 20.9.1951–9.7.1953 | Fagerholm I Kekkonen II Kekkonen III                                                                                | 1137                                                | SDP                                                 |
| Vihtori Vesterinen (1885–1958)                                  | 17.3.1950–17.1.1951 | Kekkonen I | 307                                                 | Maalaisliitto                                       |
| Kauno Kleemola (1906–1965)                                      | 24.3.1950–30.9.1950 | Kekkonen I | 191                                                 | Maalaisliitto                                       |
| Teuvo Aura (1912–1999)                                          | 30.9.1950–17.1.1951 30.9.1950–17.1.1951 | Kekkonen I | 110                                                 | Edistyspuolue                                       |
| Rafael Paasio (1903–1980)                                       | 17.1.1951–20.9.1951 29.8.1958–13.1.1959 | Kekkonen II Fagerholm III                                                                                           | 385                                                 | SDP                                                 |
| Lauri Murtomaa (1899–1955)                                      | 20.9.1951–9.7.1953 | Kekkonen III | 659                                                 | Maalaisliitto                                       |
| Vieno Simonen (1898–1994)                                       | 9.7.1953–17.11.1953 5.5.1954–20.10.1954 | Kekkonen IV Törngren                                                                                                | 301                                                 | Maalaisliitto                                       |
| Päiviö Hetemäki (1913–1980)                                     | 17.11.1953–5.5.1954 | Tuomioja | 170                                                 | Kokoomus                                            |
| Irma Karvikko (1909–1994)                                       | 17.11.1953–5.5.1954 | Tuomioja | 170                                                 | Suomen Kansanpuolue                                 |
| Aku Sumu (1907–1988)                                            | 7.5.1954–20.10.1954 | Törngren | 167                                                 | SDP                                                 |
| Hannes Tiainen (1914–2001)                                      | 22.10.1954–3.3.1956 5.3.1956–27.5.1957 | Kekkonen V Fagerholm II                                                                                             | 948                                                 | SDP                                                 |
| Atte Pakkanen (1912–1994)                                       | 27.5.1957–2.9.1957 | Sukselainen I | 99                                                  | Maalaisliitto                                       |
| Pekka Malinen (1921–2004)                                       | 2.7.1957–2.9.1957 | Sukselainen I | 63                                                  | Suomen Kansanpuolue                                 |
| Olli J. Uoti (1930–1967)                                        | 2.9.1957–29.11.1957 | Sukselainen I | 89                                                  | TPSL                                                |
| Erkki Lindfors (1913–1969)                                      | 30.12.1957–26.4.1958 | Von Fieandt | 118                                                 | ammattiministeri                                    |
| Eeli Erkkilä (1909–1963)                                        | 13.1.1959–14.7.1961 | Sukselainen II | 914                                                 | Maalaisliitto                                       |
| Mauno Jussila (1908–1988)                                       | 14.7.1961–13.4.1962 | Miettunen I | 274                                                 | Maalaisliitto                                       |
| Kyllikki Pohjala (1894–1979)                                    | 13.4.1962–18.10.1963 | Karjalainen I | 554                                                 | Kokoomus                                            |
| Magnus Kull (1924–2016)                                         | 18.12.1963–12.9.1964 | Lehto | 270                                                 | ammattiministeri                                    |
| Kaarle Sorkio (1910–1978)                                       | 12.9.1964–27.5.1966 | Virolainen | 623                                                 | ammattiministeri                                    |
| Esa Timonen (1925–2015)                                         | 27.5.1966–31.8.1967 | Paasio I | 462                                                 | Parti du centre                                     |
| Toivo Saloranta (1913–2005)                                     | 8.9.1967–22.3.1968 | Paasio I | 197                                                 | Parti du centre                                     |
| Eemil Partanen (1906–1996)                                      | 2.4.1968–14.5.1970 | Koivisto I | 773                                                 | Parti du centre                                     |
| Ministre du travail                                             | | |                                                     |                                                     |
| Terttu Huttu-Juntunen (1951)                                    | 13.4.1995–31.3.1997 | Lipponen I | 719                                                 | Alliance de gauche                                  |
| Liisa Hyssälä (1948)                                            | 19.4.2007–1.1.2008 | Vanhanen II | 258                                                 | Parti du centre                                     |
| Astrid Thors (1957)                                             | 19.4.2007–1.1.2008 | Vanhanen II | 258                                                 | RKP                                                 |
| Vice-ministre des Affaires étrangères                           | | |                                                     |                                                     |
| Henrik Ramsay (1886–1951)                                       | 14.11.1941–5.3.1943 | Rangell | 477                                                 | RKP                                                 |
| Armas-Eino Martola (1896–1986)                                  | 21.9.1944–17.11.1944 | U. Castren | 58                                                  | ammattiministeri                                    |
| Reinhold Svento (1881–1973)                                     | 17.11.1944–17.4.1945 17.4.1945–26.3.1946 26.3.1946–30.4.1948 | Paasikivi II Paasikivi III Pekkala                                                                                  | 1261                                                | SDP SKDL                                            |
| Åke Gartz (1888–1974)                                           | 27.4.1945–26.3.1946 | Paasikivi III | 334                                                 | ammattiministeri                                    |
| Uuno Takki (1901–1968)                                          | 27.3.1946–29.7.1948 30.7.1948–17.3.1950 | Pekkala Fagerholm I                                                                                                 | 1452                                                | SDP                                                 |
| Sakari Tuomioja (1911–1964)                                     | 17.3.1950–17.1.1951 | Kekkonen I | 307                                                 | Edistyspuolue                                       |
| Ralf Törngren (1899–1961)                                       | 26.11.1952–9.7.1953 | Kekkonen III | 226                                                 | RKP                                                 |
| Teuvo Aura (1912–1999)                                          | 17.11.1953–5.5.1954 | Tuomioja | 170                                                 | ammattiministeri                                    |
| Ahti Karjalainen (1923–1990)                                    | 13.1.1959–19.6.1961 | Sukselainen II | 889                                                 | Maalaisliitto                                       |
| Olavi J. Mattila (1918–2013)                                    | 1.11.1963–18.12.1963 18.12.1963–12.9.1964 16.9.1970–29.10.1971 | Karjalainen I Lehto Karjalainen II                                                                                  | 726                                                 | ammattiministeri                                    |
| Reino Rossi (1919–1985)                                         | 29.10.1971–23.2.1972 | Aura II | 118                                                 | ammattiministeri                                    |
| Jussi Linnamo (1924–2004)                                       | 23.2.1972–4.9.1972 4.9.1972–5.5.1973 | Paasio II Sorsa I                                                                                                   | 438                                                 | SDP                                                 |
| Jermu Laine (1931)                                              | 5.5.1973–13.6.1975 6.5.1983–30.4.1987 | Sorsa I Sorsa IV | 2226                                                | SDP                                                 |
| Arvo Rytkönen (1929–1980)                                       | 23.6.1975–30.11.1975 | Liinamaa | 161                                                 | ammattiministeri                                    |
| Sakari T. Lehto (1923–2006)                                     | 12.12.1975–29.9.1976 | Miettunen II | 293                                                 | ammattiministeri                                    |
| Carl Göran Aminoff (1916–2001)                                  | 29.9.1976–15.5.1977 | Miettunen III | 229                                                 | RKP                                                 |
| Esko Rekola (1919–2014)                                         | 26.5.1979–19.2.1982 19.2.1982–31.12.1982 | Koivisto II Sorsa III                                                                                               | 1316                                                | ammattiministeri                                    |
| Arne Berner (1927–1988)                                         | 31.12.1982–6.5.1983 | Sorsa III | 127                                                 | Liberaalit                                          |
| Pertti Salolainen (1940)                                        | 30.4.1987–26.4.1991 26.4.1991–13.4.1995 | Holkeri Aho | 2906                                                | Kokoomus                                            |
| Ilkka Suominen (1939)                                           | 30.4.1987–26.4.1991 | Holkeri | 1458                                                | Kokoomus                                            |
| Toimi Kankaanniemi (1950)                                       | 26.4.1991–28.6.1994 | Aho | 1160                                                | Kristillinen liitto                                 |
| Kauko Juhantalo (1942–2020)                                     | 3.5.1991–3.8.1992 | Aho | 459                                                 | Parti du centre                                     |
| Pekka Tuomisto (1940)                                           | 3.8.1992–31.7.1993 | Aho | 363                                                 | Parti du centre                                     |
| Seppo Kääriäinen (1948)                                         | 1.8.1993–13.4.1995 | Aho | 621                                                 | Parti du centre                                     |
| Pekka Haavisto (1958)                                           | 13.4.1995–15.4.1999 | Lipponen I | 1464                                                | Vihreä liitto                                       |
| Ole Norrback (1941)                                             | 13.4.1995–15.4.1999 | Lipponen I | 1464                                                | RKP                                                 |
| Jan-Erik Enestam (1947)                                         | 15.4.1999–17.4.2003 17.4.2003–24.6.2003 24.6.2003–31.12.2006 | Lipponen II Jäätteenmäki Vanhanen I                                                                                 | 2818                                                | RKP                                                 |
| Satu Hassi (1951)                                               | 15.4.1999–31.5.2002 | Lipponen II | 1143                                                | Vihreä liitto                                       |
| Suvi-Anne Siimes (1963)                                         | 31.5.2002–17.4.2003 | Lipponen II | 322                                                 | Alliance de gauche                                  |
| Stefan Wallin (1967)                                            | 1.1.2007–19.4.2007 | Vanhanen I | 109                                                 | RKP                                                 |
| Jan Vapaavuori (1965)                                           | 1.6.2007–22.6.2010 22.6.2010–22.6.2011 | Vanhanen II Kiviniemi                                                                                               | 1483                                                | Kokoomus                                            |
| Ministre au cabinet du premier ministre                         | | |                                                     |                                                     |
| Mauno Pekkala (1890–1952)                                       | 24.11.1944–17.4.1945 27.4.1945–26.3.1946 | Paasikivi II Paasikivi III                                                                                          | 479                                                 | SDP SKDL                                            |
| Eero A. Wuori (1900–1966)                                       | 7.8.1945–29.9.1945 | Paasikivi III | 54                                                  | SDP                                                 |
| Eino Kilpi (1889–1963)                                          | 15.9.1945–26.3.1946 | Paasikivi III | 193                                                 | SDP                                                 |
| Yrjö Kallinen (1886–1976)                                       | 26.3.1946–4.6.1948 | Pekkala | 802                                                 | SDP                                                 |
| Hertta Kuusinen (1904–1974)                                     | 4.6.1948–29.7.1948 | Pekkala | 56                                                  | SKDL                                                |
| Aleksi Aaltonen (1892–1956)                                     | 29.7.1948–18.3.1949 | Fagerholm I | 233                                                 | SDP                                                 |
| Johannes Virolainen (1914–2000)                                 | 17.1.1951–20.9.1951 3.3.1956–27.5.1957 | Kekkonen II Fagerholm II                                                                                            | 698                                                 | Maalaisliitto                                       |
| Aarre Simonen (1913–1977)                                       | 2.9.1957–31.10.1957 | Sukselainen I | 60                                                  | TPSL                                                |
| Tyyne Leivo-Larsson (1902–1977)                                 | 26.4.1958–29.8.1958 | Kuuskoski | 126                                                 | ammattiministeri                                    |
| Olavi J. Mattila (1918–2013)                                    | 1.11.1963–18.12.1963 16.9.1970–29.10.1971 | Karjalainen I Karjalainen II                                                                                        | 457                                                 | ammattiministeri                                    |
| Aarne Nuorvala (1912–2013)                                      | 18.12.1963–8.6.1964 | Lehto | 174                                                 | ammattiministeri                                    |
| Jussi Linnamo (1924–2004)                                       | 22.3.1968–31.1.1970 | Koivisto I | 681                                                 | SDP                                                 |
| Margit Eskman (1925–1990)                                       | 1.2.1970–14.5.1970 | Koivisto I | 103                                                 | SDP                                                 |
| Esa Timonen (1925–2015)                                         | 2.11.1971–23.2.1972 | Aura II | 114                                                 | ammattiministeri                                    |
| Matti Louekoski (1941)                                          | 23.2.1972–4.9.1972 4.9.1972–13.6.1975 | Paasio II | 1207                                                | SDP                                                 |
| Pekka Ahtiala (1935)                                            | 13.6.1975–30.11.1975 | Liinamaa | 171                                                 | ammattiministeri                                    |
| Reino Karpola (1930–1995)                                       | 30.11.1975–29.9.1976 | Miettunen II | 305                                                 | Parti du centre                                     |
| Ahti Karjalainen (1923–1990)                                    | 29.9.1976–15.5.1977 | Miettunen III | 229                                                 | Parti du centre                                     |
| Esko Rekola (1919–2014)                                         | 15.5.1977–26.5.1979 | Sorsa II | 742                                                 | ammattiministeri                                    |
| Eino Uusitalo (1924–2015)                                       | 26.5.1979–19.2.1982 | Koivisto II | 1001                                                | Parti du centre                                     |
| Mikko Jokela (1928–2007)                                        | 19.2.1982–6.5.1983 | Sorsa III | 442                                                 | Parti du centre                                     |
| Toivo Yläjärvi (1941–2014)                                      | 6.5.1983–29.2.1984 | Sorsa IV | 300                                                 | Parti du centre                                     |
| Ilkka Kanerva (1948)                                            | 30.4.1987–28.8.1990 | Holkeri | 1217                                                | Kokoomus                                            |
| Arja Alho (1954)                                                | 13.4.1995–9.10.1997 | Lipponen I | 911                                                 | SDP                                                 |
| Ole Norrback (1941)                                             | 13.4.1995–15.4.1999 | Lipponen I | 1464                                                | RKP                                                 |
| Jouko Skinnari (1946–2016)                                      | 9.10.1997–15.4.1999 | Lipponen I | 554                                                 | SDP                                                 |
| Kimmo Sasi (1952)                                               | 1.7.2000–4.1.2002 | Lipponen II | 553                                                 | Kokoomus                                            |
| Jari Vilén (1964)                                               | 4.1.2002–17.4.2003 | Lipponen II | 469                                                 | Kokoomus                                            |
| Paula Lehtomäki (1972)                                          | 17.4.2003–24.6.2003 24.6.2003–2.9.2005 3.3.2006–19.4.2007 | Jäätteenmäki Vanhanen I Vanhanen II                                                                                 | 1283                                                | Parti du centre                                     |
| Mari Kiviniemi (1968)                                           | 2.9.2005–3.3.2006 | Vanhanen I | 183                                                 | Parti du centre                                     |
| Astrid Thors (1957)                                             | 19.4.2007–22.6.2010 22.6.2010–22.6.2011 | Vanhanen II Kiviniemi                                                                                               | 1526                                                | RKP                                                 |
| Jyri Häkämies (1961)                                            | 1.5.2007–22.6.2010 22.6.2010–22.6.2011 | Vanhanen II Kiviniemi                                                                                               | 1514                                                | Kokoomus                                            |
| Jan Vapaavuori (1965)                                           | 30.3.2010–22.6.2010 22.6.2010–22.6.2011 | Vanhanen II Kiviniemi                                                                                               | 450                                                 | Kokoomus                                            |
| Vice-ministre des Finances                                      | | |                                                     |                                                     |
| Juho Pilppula (1886–1973)                                       | 31.7.1940–4.1.1941 | Ryti II | 158                                                 | Maalaisliitto                                       |
| Juho Koivisto (1885–1975)                                       | 4.1.1941–5.3.1943 | Rangell | 791                                                 | Maalaisliitto                                       |
| Tyko Reinikka (1887–1964)                                       | 5.3.1943–8.8.1944 | Linkomies | 523                                                 | Maalaisliitto                                       |
| Olli Paloheimo (1894–1974)                                      | 8.8.1944–21.9.1944 | Hackzell | 45                                                  | Kokoomus                                            |
| Sakari Tuomioja (1911–1964)                                     | 17.11.1944–17.4.1945 | Paasikivi II | 152                                                 | Edistyspuolue                                       |
| Onni Hiltunen (1895–1971)                                       | 17.4.1945–26.3.1946 26.3.1946–29.7.1948 | Paasikivi III Pekkala                                                                                               | 1200                                                | SDP                                                 |
| Aleksi Aaltonen (1892–1956)                                     | 30.7.1948–18.3.1949 | Fagerholm I | 232                                                 | SDP                                                 |
| Unto Varjonen (1916–1954)                                       | 19.8.1949–17.3.1950 | Fagerholm I | 211                                                 | SDP                                                 |
| Nils Meinander (1910–1985)                                      | 17.3.1950–17.1.1951 9.7.1953–17.11.1953 | Kekkonen I Kekkonen IV                                                                                              | 439                                                 | RKP                                                 |
| Ralf Törngren (1899–1961)                                       | 17.1.1951–20.9.1951 | Kekkonen II | 247                                                 | RKP                                                 |
| Matti Miikki (1889–1960)                                        | 20.9.1951–9.7.1953 | Kekkonen III | 659                                                 | Maalaisliitto                                       |
| Esa Kaitila (1909–1975)                                         | 17.11.1953–5.5.1954 | Tuomioja | 170                                                 | Suomen Kansanpuolue                                 |
| Martti Miettunen (1907–2002)                                    | 7.5.1954–20.10.1954 | Törngren | 167                                                 | Maalaisliitto                                       |
| Veikko Vennamo (1913–1997)                                      | 20.10.1954–3.3.1956 | Kekkonen V | 501                                                 | Maalaisliitto                                       |
| Mauno Jussila (1908–1988)                                       | 3.3.1956–27.5.1957 29.8.1958–13.1.1959 1.11.1963–13.12.1963 | Fagerholm II Fagerholm III Karjalainen I                                                                            | 632                                                 | Maalaisliitto                                       |
| Wiljam Sarjala (1901–1977)                                      | 27.5.1957–2.7.1957 | Sukselainen I | 37                                                  | Maalaisliitto                                       |
| Ahti Karjalainen (1923–1990)                                    | 2.7.1957–2.9.1957 29.11.1957–31.3.1958 | Sukselainen I Von Fieandt                                                                                           | 186                                                 | Maalaisliitto ammattiministeri                      |
| Pekka Malinen (1921–2004)                                       | 2.9.1957–29.11.1957 | Sukselainen I | 89                                                  | Suomen Kansanpuolue                                 |
| Teuvo Aura (1912–1999)                                          | 11.10.1957–29.11.1957 | Sukselainen I | 50                                                  | ammattiministeri                                    |
| Pauli Lehtosalo (1910–1989)                                     | 13.1.1959–14.4.1961 | Sukselainen II | 823                                                 | Maalaisliitto                                       |
| Juho-Eino Niemi (1911–1981)                                     | 14.4.1961–14.7.1961 14.7.1961–13.4.1962 | Sukselainen II Miettunen I                                                                                          | 365                                                 | Maalaisliitto                                       |
| Onni Koski (1913–1999)                                          | 13.4.1962–18.10.1963 | Karjalainen I | 554                                                 | TPSL                                                |
| Johan Otto Söderhjelm (1898–1985)                               | 21.9.1962–1.11.1963 | Karjalainen I | 407                                                 | RKP                                                 |
| Heikki Tuominen (1920–2010)                                     | 18.12.1963–12.9.1964 30.9.1974–13.6.1975 | Lehto Sorsa I | 527                                                 | ammattiministeri                                    |
| Erkki Huurtamo (1917–1999)                                      | 12.9.1964–27.5.1966 | Virolainen | 623                                                 | Kokoomus                                            |
| Ele Alenius (1925)                                              | 27.5.1966–22.3.1968 22.3.1968–14.5.1970 | Paasio I Koivisto I                                                                                                 | 1449                                                | SKDL                                                |
| Keijo Liinamaa (1929–1980)                                      | 26.5.1970–15.7.1970 | Aura I | 51                                                  | ammattiministeri                                    |
| Valto Käkelä (1908–1977)                                        | 15.7.1970–29.10.1971 | Karjalainen II | 472                                                 | SDP                                                 |
| Jorma Uitto (1921–2009)                                         | 29.10.1971–23.2.1972 | Aura II | 118                                                 | ammattiministeri                                    |
| Margit Eskman (1925–1990)                                       | 23.2.1972–31.5.1972 | Paasio II | 99                                                  | SDP                                                 |
| Seija Karkinen (1936)                                           | 31.5.1972–4.9.1972 | Paasio II | 97                                                  | SDP                                                 |
| Esko Niskanen (1928–2013)                                       | 4.9.1972–13.6.1975 | Sorsa I | 1013                                                | SDP                                                 |
| Teuvo Varjas (1942)                                             | 13.6.1975–30.11.1975 | Liinamaa | 171                                                 | ammattiministeri                                    |
| Viljo Luukka (1925–2005)                                        | 30.11.1975–9.4.1976 | Miettunen II | 132                                                 | ammattiministeri                                    |
| Esko Rekola (1919–2014)                                         | 9.4.1976–29.9.1976 15.5.1977–26.5.1979 | Miettunen II Sorsa II                                                                                               | 916                                                 | ammattiministeri                                    |
| Jouko Loikkanen (1932)                                          | 29.9.1976–15.5.1977 | Miettunen III | 229                                                 | Parti du centre                                     |
| Pirkko Työläjärvi (1938)                                        | 26.5.1979–30.6.1981 | Koivisto II | 767                                                 | SDP                                                 |
| Mauno Forsman (1928–2006)                                       | 1.7.1981–19.2.1982 19.2.1982–15.9.1982 | Koivisto II Sorsa III                                                                                               | 442                                                 | SDP                                                 |
| Jermu Laine (1931)                                              | 15.9.1982–6.5.1983 | Sorsa III | 234                                                 | SDP                                                 |
| Pekka Vennamo (1944)                                            | 6.5.1983–30.4.1987 | Sorsa IV | 1456                                                | SMP                                                 |
| Ulla Puolanne (1931–2015)                                       | 30.4.1987–26.4.1991 | Holkeri | 1458                                                | Kokoomus                                            |
| Ilkka Kanerva (1948)                                            | 3.2.1989–26.4.1991 26.4.1991–13.4.1995 | Holkeri Aho | 2261                                                | Kokoomus                                            |
| Arja Alho (1954)                                                | 13.4.1995–9.10.1997 | Lipponen I | 911                                                 | SDP                                                 |
| Jouni Backman (1959)                                            | 13.4.1995–15.4.1999 | Lipponen I | 1464                                                | SDP                                                 |
| Jouko Skinnari (1946–2016)                                      | 9.10.1997–15.4.1999 | Lipponen I | 554                                                 | SDP                                                 |
| Suvi-Anne Siimes (1963)                                         | 15.4.1999–17.4.2003 | Lipponen II | 1464                                                | Alliance de gauche                                  |
| Vice-ministre de l'Environnement                                | | |                                                     |                                                     |
| Pirjo Rusanen (1940)                                            | 26.4.1991–2.1.1995 | Aho | 1348                                                | Kokoomus                                            |
| Anneli Taina (1951)                                             | 2.1.1995–13.4.1995 | Aho | 102                                                 | Kokoomus                                            |
| Sinikka Mönkäre (1947)                                          | 13.4.1995–15.4.1999 | Lipponen I | 1464                                                | SDP                                                 |
| Suvi-Anne Siimes (1963)                                         | 15.4.1999–17.4.2003 | Lipponen II | 1464                                                | Alliance de gauche                                  |
| Hannes Manninen (1946)                                          | 17.4.2003–24.6.2003 24.6.2003–19.4.2007 | Jäätteenmäki Vanhanen I                                                                                             | 1464                                                | Parti du centre                                     |
| Paula Risikko (1960)                                            | 19.4.2007–1.1.2008 | Vanhanen II | 258                                                 | Kokoomus                                            |
| Ministre de la Justice                                          | | |                                                     |                                                     |
| Karl Söderholm (1859–1948)                                      | 27.11.1918–17.4.1919 17.4.1919–15.8.1919 15.3.1920–28.6.1920 4.7.1930–21.3.1931 | Ingman I Kaarlo Castrén Erich Svinhufvud II                                                                         | 629                                                 | RKP                                                 |
| Hjalmar Kahelin (1868–1958)                                     | 15.8.1919–30.1.1920 | Vennola I | 169                                                 | Edistyspuolue                                       |
| Hjalmar Granfelt (1874–1957)                                    | 28.6.1920–9.4.1921 | Erich | 286                                                 | RKP                                                 |
| Heimo Helminen (1878–1947)                                      | 9.4.1921–24.2.1922 | Vennola II | 322                                                 | Edistyspuolue                                       |
| Albert von Hellens (1879–1950)                                  | 24.2.1922–2.6.1922 31.5.1924–31.3.1925 | Vennola II Ingman II                                                                                                | 404                                                 | Edistyspuolue                                       |
| Frans Oskar Lilius (1871–1928)                                  | 2.6.1922–14.11.1922 18.1.1924–31.5.1924 31.3.1925–31.12.1925 | Cajander I Cajander II Tulenheimo                                                                                   | 577                                                 | ammattiministeri                                    |
| Otto Åkesson (1872–1939)                                        | 14.11.1922–21.12.1923 | Kallio I | 403                                                 | Maalaisliitto                                       |
| Elias Sopanen (1863–1926)                                       | 21.12.1923–18.1.1924 | Kallio I | 29                                                  | Edistyspuolue                                       |
| Urho Castrén (1886–1965)                                        | 31.12.1925–13.12.1926 | Kallio II | 348                                                 | Kokoomus                                            |
| Väinö Hakkila (1882–1958)                                       | 13.12.1926–17.12.1927 | Tanner | 370                                                 | SDP                                                 |
| Torsten Malinen (1877–1951)                                     | 17.12.1927–22.12.1928 | Sunila I | 372                                                 | ammattiministeri                                    |
| Anton Kotonen (1876–1936)                                       | 22.12.1928–18.2.1929 | Mantere | 59                                                  | ammattiministeri                                    |
| Oiva Huttunen (1887–1945)                                       | 18.2.1929–16.8.1929 | Mantere | 180                                                 | ammattiministeri                                    |
| Elieser Kaila (1885–1938)                                       | 16.8.1929–4.7.1930 | Kallio III | 323                                                 | Maalaisliitto                                       |
| Toivo Kivimäki (1886–1968)                                      | 21.3.1931–14.12.1932 | Sunila II | 635                                                 | Edistyspuolue                                       |
| Hugo Malmberg (1864–1956)                                       | 14.12.1932–27.2.1933 | Kivimäki | 76                                                  | RKP                                                 |
| Eric Johan Serlachius (1884–1936)                               | 27.2.1933–28.2.1936 | Kivimäki | 1097                                                | RKP                                                 |
| Emil Jatkola (1879–1948)                                        | 6.3.1936–7.10.1936 | Kivimäki | 216                                                 | Edistyspuolue                                       |
| Urho Kekkonen (1900–1986)                                       | 7.10.1936–12.3.1937 17.11.1944–17.4.1945 17.4.1945–26.3.1946 20.9.1951–22.9.1951 | Kallio IV Paasikivi I Paasikivi III Kekkonen III                                                                    | 655                                                 | Maalaisliitto                                       |
| Arvi Ahmavaara (1886–1957)                                      | 18.3.1937–11.1.1938 | Cajander III | 300                                                 | ammattiministeri                                    |
| Albin Ewald Rautavaara (1873–1941)                              | 11.1.1938–13.10.1939 | Cajander III | 641                                                 | ammattiministeri                                    |
| Johan Otto Söderhjelm (1898–1985)                               | 13.10.1939–1.12.1939 1.12.1939–27.3.1940 2.9.1957–29.11.1957 26.4.1958–29.8.1958 13.4.1962–18.12.1963 12.9.1964–27.5.1966                                                                                 | Cajander III Ryti I Sukselainen I Kuuskoski Karjalainen I Virolainen                                                | 1620                                                | RKP ammattiministeri RKP                            |
| Oskari Lehtonen (1889–1964)                                     | 27.3.1940–4.1.1941 4.1.1941–5.3.1943 5.3.1943–8.8.1944 | Ryti II Rangell Linkomies                                                                                           | 1596                                                | Kokoomus                                            |
| Ernst von Born (1885–1956)                                      | 8.8.1944–21.9.1944 21.9.1944–17.11.1944 | Hackzell Urho Castrén                                                                                               | 102                                                 | RKP                                                 |
| Eino Pekkala (1887–1956)                                        | 26.3.1946–29.7.1948 | Pekkala | 857                                                 | SKDL                                                |
| Tauno Suontausta (1907–1974)                                    | 29.7.1948–17.3.1950 | Fagerholm I | 597                                                 | SDP                                                 |
| Heikki Kannisto (1898–1957)                                     | 17.3.1950–17.1.1951 | Kekkonen I | 307                                                 | Edistyspuolue                                       |
| Teuvo Aura (1912–1999)                                          | 17.1.1951–20.9.1951 | Kekkonen II | 247                                                 | Edistyspuolue                                       |
| Sven Högström (1908–1995)                                       | 22.9.1951–9.7.1953 9.7.1953–17.11.1953 29.8.1958–13.1.1959 | Kekkonen III Kekkonen IV Fagerholm III                                                                              | 926                                                 | RKP                                                 |
| Reino Kuuskoski (1907–1965)                                     | 17.11.1953–5.5.1954 | Tuomioja | 170                                                 | ammattiministeri                                    |
| Yrjö Puhakka (1888–1971)                                        | 5.5.1954–20.10.1954 | Törngren | 169                                                 | ammattiministeri                                    |
| Aarre Simonen (1913–1977)                                       | 20.10.1954–6.11.1954 27.5.1966–22.3.1968 22.3.1968–14.5.1970 | Kekkonen V Paasio I Koivisto I                                                                                      | 1467                                                | SDP TPSL                                            |
| Weio Henriksson (1903–1973)                                     | 6.11.1954–3.3.1956 | Kekkonen V | 484                                                 | ammattiministeri                                    |
| Vilho Väyrynen (1912–2000)                                      | 3.3.1956–2.5.1956 | Fagerholm II | 61                                                  | SDP                                                 |
| Arvo Helminen (1903–1988)                                       | 2.5.1956–27.5.1957 27.5.1957–2.9.1957 | Fagerholm II Sukselainen I                                                                                          | 489                                                 | ammattiministeri                                    |
| Kurt Kaira (1894–1975)                                          | 29.11.1957–26.4.1958 | Von Fieandt | 149                                                 | ammattiministeri                                    |
| Antti Hannikainen (1910–1976)                                   | 13.1.1959–14.4.1961 | Sukselainen II | 823                                                 | Maalaisliitto                                       |
| Pauli Lehtosalo (1910–1989)                                     | 14.4.1961–14.7.1961 14.7.1961–13.4.1962 | Sukselainen II Miettunen I                                                                                          | 365                                                 | Maalaisliitto                                       |
| Olavi Merimaa (1908–1970)                                       | 18.12.1963–12.9.1964 | Lehto | 270                                                 | ammattiministeri                                    |
| Keijo Liinamaa (1929–1980)                                      | 14.5.1970–15.7.1970 | Aura I | 63                                                  | ammattiministeri                                    |
| Erkki Tuominen (1914–1975)                                      | 15.7.1970–26.3.1971 | Karjalainen II | 255                                                 | SKDL                                                |
| Mikko Laaksonen (1927–2006)                                     | 26.3.1971–30.9.1971 | Karjalainen II | 189                                                 | SDP                                                 |
| Jacob Söderman (1938)                                           | 1.10.1971–29.10.1971 | Karjalainen II | 29                                                  | SDP                                                 |
| Karl Lång (1934–1998)                                           | 29.10.1971–23.2.1972 | Aura II | 118                                                 | ammattiministeri                                    |
| Pekka Paavola (1933)                                            | 23.2.1972–4.9.1972 | Paasio II | 195                                                 | SDP                                                 |
| Matti Louekoski (1941)                                          | 4.9.1972–13.6.1975 30.4.1987–28.2.1990 | Sorsa I Holkeri | 2049                                                | SDP                                                 |
| Inkeri Anttila (1916–2013)                                      | 13.6.1975–30.11.1975 | Liinamaa | 171                                                 | ammattiministeri                                    |
| Kristian Gestrin (1929–1990)                                    | 30.11.1975–29.9.1976 29.9.1976–15.5.1977 | Miettunen II Miettunen III                                                                                          | 533                                                 | RKP                                                 |
| Tuure Salo (1921–2006)                                          | 15.5.1977–2.3.1978 | Sorsa II | 292                                                 | Liberaalit                                          |
| Paavo Nikula (1942)                                             | 2.3.1978–26.5.1979 | Sorsa II | 292                                                 | Liberaalit                                          |
| Christoffer Taxell (1948)                                       | 26.5.1979–19.2.1982 19.2.1982–6.5.1983 6.5.1983–30.4.1987 | Koivisto II Sorsa III Sorsa IV                                                                                      | 2897                                                | RKP                                                 |
| Tarja Halonen (1943)                                            | 1.3.1990–26.4.1991 | Holkeri | 422                                                 | SDP                                                 |
| Hannele Pokka (1952)                                            | 26.4.1991–30.4.1994 | Aho | 1101                                                | Parti du centre                                     |
| Anneli Jäätteenmäki (1955)                                      | 1.5.1994–13.4.1995 | Aho | 348                                                 | Parti du centre                                     |
| Sauli Niinistö (1948)                                           | 13.4.1995–2.2.1996 | Lipponen I | 296                                                 | Kokoomus                                            |
| Kari Häkämies (1956)                                            | 2.2.1996–13.3.1998 | Lipponen I | 771                                                 | Kokoomus                                            |
| Jussi Järventaus (1951)                                         | 13.3.1998–15.4.1999 | Lipponen I | 399                                                 | Kokoomus                                            |
| Johannes Koskinen (1954)                                        | 15.4.1999–17.4.2003 17.4.2003–24.6.2003 24.6.2003–23.9.2005 | Lipponen I Jäätteenmäki Vanhanen I                                                                                  | 2354                                                | SDP                                                 |
| Leena Luhtanen (1941)                                           | 23.9.2005–19.4.2007 | Vanhanen I | 574                                                 | SDP                                                 |
| Tuija Brax (1965)                                               | 19.4.2007–22.6.2010 22.6.2010–22.6.2011 | Vanhanen II Kiviniemi                                                                                               | 1526                                                | Vihreä liitto                                       |
| Anna-Maja Henriksson (1964)                                     | 22.6.2011–24.6.2014 24.6.2014–29.5.2015 | Katainen Stubb | 1344                                                | RKP                                                 |
| Antti Häkkänen (1985)                                           | 5.5.2017–6.6.2019 | Sipilä | 763                                                 | Kokoomus                                            |
| Anna-Maja Henriksson (1964)                                     | 6.6.2019–10.12.2019 | Rinne | 188                                                 | RKP                                                 |
| Anna-Maja Henriksson (1964)                                     | 10.12.2019–virassa | Marin | 11921                                               | RKP                                                 |
| Ministre de la Justice et du Travail                            | | |                                                     |                                                     |
| Jari Lindström (1965)                                           | 29.5.2015–5.5.2017 | Sipilä | 708                                                 | Perussuomalaiset                                    |
| Directeur de la commission des affaires judiciaires             | | |                                                     |                                                     |
| Onni Talas (1877–1958)                                          | 27.11.1917–27.5.1918 27.5.1918–27.11.1918 | Svinhufvud I Paasikivi I                                                                                            | 366                                                 | Nuorsuomalaiset                                     |
| Ministre de l'Éducation                                         | | |                                                     |                                                     |
| Yrjö Loimaranta (1874–1942)                                     | 2.6.1922–14.11.1922 18.1.1924–31.5.1924 | Cajander I Cajander II                                                                                              | 301                                                 | ammattiministeri                                    |
| Niilo Liakka (1864–1945)                                        | 14.11.1922–18.1.1924 | Kallio I | 431                                                 | Maalaisliitto                                       |
| Lauri Ingman (1868–1934)                                        | 31.5.1924–31.3.1925 31.12.1925–13.12.1926 22.12.1928–16.8.1929 | Ingman II Kallio II Mantere                                                                                         | 891                                                 | Kokoomus ammattiministeri                           |
| Emil Nestor Setälä (1864–1935)                                  | 31.3.1925–31.12.1925 | Tulenheimo | 276                                                 | Kokoomus                                            |
| Julius Ailio (1872–1933)                                        | 13.12.1926–17.12.1927 | Tanner | 370                                                 | SDP                                                 |
| Antti Kukkonen (1889–1978)                                      | 17.12.1927–22.12.1928 16.8.1929–4.7.1930 21.3.1931–14.12.1932 7.10.1936–12.3.1937 27.3.1940–4.1.1941 4.1.1941–5.3.1943                                                                                    | Sunila I Kallio III Sunila II Kallio IV Ryti II Rangell                                                             | 2561                                                | Maalaisliitto                                       |
| Paavo Virkkunen (1874–1959)                                     | 4.7.1930–21.3.1931 | Svinhufvud II | 261                                                 | Kokoomus                                            |
| Oskari Mantere (1874–1942)                                      | 14.12.1932–7.10.1936 | Kivimäki | 1394                                                | Edistyspuolue                                       |
| Uuno Hannula (1891–1963)                                        | 12.3.1937–1.12.1939 1.12.1939–27.3.1940 | Cajander III Ryti I                                                                                                 | 1112                                                | Maalaisliitto                                       |
| Kalle Kauppi (1892–1961)                                        | 5.3.1943–8.8.1944 8.8.1944–21.9.1944 21.9.1944–17.11.1944 | Linkomies Hackzell Urho Castrén                                                                                     | 624                                                 | Edistyspuolue                                       |
| Uuno Takki (1901–1968)                                          | 17.11.1944–17.4.1945 | Paasikivi I | 152                                                 | SDP                                                 |
| Johan Helo (1889–1966)                                          | 17.4.1945–28.12.1945 | Paasikivi III | 256                                                 | SKDL                                                |
| Eino Pekkala (1887–1956)                                        | 28.12.1945–26.3.1946 | Paasikivi III | 89                                                  | SKDL                                                |
| Eino Kilpi (1889–1963)                                          | 26.3.1946–26.5.1948 | Pekkala | 793                                                 | SDP                                                 |
| Lennart Heljas (1896–1972)                                      | 26.5.1948–29.7.1948 17.3.1950–17.1.1951 17.1.1951–20.9.1951 | Pekkala Kekkonen I Kekkonen II                                                                                      | 618                                                 | Maalaisliitto                                       |
| Reino Oittinen (1912–1978)                                      | 29.7.1948–17.3.1950 20.9.1951–9.7.1953 29.11.1957–26.4.1958 18.12.1963–12.9.1964 27.5.1966–22.3.1968 | Fagerholm I Kekkonen III Von Fieandt Lehto Paasio I                                                                 | 2341                                                | SDP ammattiministeri SDP                            |
| Johannes Virolainen (1914–2000)                                 | 9.7.1953–17.11.1953 5.5.1954–20.10.1954 3.3.1956–27.5.1957 22.3.1968–14.5.1970 | Kekkonen IV Törngren Fagerholm II Koivisto I                                                                        | 1536                                                | Maalaisliitto/Parti du centre                       |
| Arvo Salminen (1896–1967)                                       | 17.11.1953–5.5.1954 | Tuomioja | 170                                                 | Kokoomus                                            |
| Kerttu Saalasti (1907–1995)                                     | 20.10.1954–3.3.1956 27.5.1957–29.11.1957 | Kekkonen V Sukselainen I                                                                                            | 688                                                 | Maalaisliitto                                       |
| Kustaa Vilkuna (1902–1980)                                      | 26.4.1958–29.8.1958 | Kuuskoski | 126                                                 | ammattiministeri                                    |
| Kaarlo Kajatsalo (1909–1988)                                    | 29.8.1958–13.1.1959 | Fagerholm III | 138                                                 | Suomen Kansanpuolue                                 |
| Heikki Hosia (1907–1997)                                        | 13.1.1959–14.7.1961 14.7.1961–13.4.1962 | Sukselainen II Miettunen I                                                                                          | 1187                                                | Maalaisliitto                                       |
| Armi Hosia (1909–1992)                                          | 13.4.1962–18.12.1963 | Karjalainen I | 615                                                 | Suomen Kansanpuolue                                 |
| Jussi Saukkonen (1905–1986)                                     | 12.9.1964–27.5.1966 | Virolainen | 623                                                 | Kokoomus                                            |
| Jaakko Numminen (1928)                                          | 14.5.1970–15.7.1970 | Aura I | 63                                                  | ammattiministeri                                    |
| Jaakko Itälä (1933–2017)                                        | 15.7.1970–29.10.1971 2.3.1978–26.5.1979 | Karjalainen II Sorsa II                                                                                             | 923                                                 | Liberaalit                                          |
| Matti Louekoski (1941)                                          | 29.10.1971–23.2.1972 | Aura II | 118                                                 | ammattiministeri                                    |
| Ulf Sundqvist (1945)                                            | 23.2.1972–4.9.1972 4.9.1972–31.5.1974 9.9.1974–13.6.1975 | Paasio II Sorsa I                                                                                                   | 1107                                                | SDP                                                 |
| Varma Kallio (1920–2003)                                        | 1.6.1974–9.9.1974 | Sorsa I | 101                                                 | SDP                                                 |
| Lauri Posti (1908–1988)                                         | 13.6.1975–30.11.1975 | Liinamaa | 171                                                 | ammattiministeri                                    |
| Paavo Väyrynen (1946)                                           | 30.11.1975–29.9.1976 | Miettunen II | 305                                                 | Parti du centre                                     |
| Marjatta Väänänen (1923–2020)                                   | 29.9.1976–15.5.1977 | Miettunen II | 229                                                 | Parti du centre                                     |
| Kristian Gestrin (1929–1990)                                    | 15.5.1977–2.3.1978 | Sorsa II | 292                                                 | RKP                                                 |
| Pär Stenbäck (1941)                                             | 26.5.1979–19.2.1982 | Koivisto II | 1001                                                | RKP                                                 |
| Kalevi Kivistö (1941)                                           | 19.2.1982–31.12.1982 | Sorsa III | 316                                                 | SKDL                                                |
| Kaarina Suonio (1941)                                           | 31.12.1982–6.5.1983 6.5.1983–31.5.1986 | Sorsa III Sorsa IV                                                                                                  | 1248                                                | SDP                                                 |
| Pirjo Ala-Kapee (1944)                                          | 1.6.1986–30.4.1987 | Sorsa IV | 334                                                 | SDP                                                 |
| Christoffer Taxell (1948)                                       | 30.4.1987–13.6.1990 | Holkeri | 1141                                                | RKP                                                 |
| Ole Norrback (1941)                                             | 13.6.1990–26.4.1991 | Holkeri | 318                                                 | RKP                                                 |
| Riitta Uosukainen (1942)                                        | 26.4.1991–11.2.1994 | Aho | 1023                                                | Kokoomus                                            |
| Olli-Pekka Heinonen (1964)                                      | 11.2.1994–13.4.1995 13.4.1995–15.4.1999 | Aho Lipponen I | 1890                                                | Kokoomus                                            |
| Maija Rask (1951)                                               | 15.4.1999–17.4.2003 | Lipponen II | 1464                                                | SDP                                                 |
| Tuula Haatainen (1960)                                          | 17.4.2003–24.6.2003 24.6.2003–23.9.2005 | Jäätteenmäki Vanhanen I                                                                                             | 891                                                 | SDP                                                 |
| Antti Kalliomäki (1947)                                         | 23.9.2005–19.4.2007 | Vanhanen I | 574                                                 | SDP                                                 |
| Sari Sarkomaa (1965)                                            | 19.4.2007–19.12.2008 | Vanhanen II | 611                                                 | Kokoomus                                            |
| Henna Virkkunen (1972)                                          | 19.12.2008–1.5.2010 1.5.2010–22.6.2010 22.6.2010–22.6.2011 | Vanhanen II Kiviniemi                                                                                               | 916                                                 | Kokoomus                                            |
| Jukka Gustafsson (1947)                                         | 22.6.2011–24.5.2013 | Katainen | 703                                                 | SDP                                                 |
| Krista Kiuru (1974)                                             | 24.5.2013–4.4.2014 | Katainen | 316                                                 | SDP                                                 |
| Sanni Grahn-Laasonen (1983)                                     | 5.5.2017–6.6.2019 | Sipilä | 763                                                 | Kokoomus                                            |
| Li Andersson (1987)                                             | 6.6.2019–10.12.2019 | Rinne | 188                                                 | Alliance de gauche                                  |
| Li Andersson (1987)                                             | 10.12.2019–virassa | Marin | 11921                                               |                                                     |
| Ministre de l'Éducation et de la Culture                        | | |                                                     |                                                     |
| Sanni Grahn-Laasonen (1983)                                     | 29.5.2015–5.5.2017 | Sipilä | 708                                                 | Kokoomus                                            |
| Ministre de l'Éducation et de la Communication                  | | |                                                     |                                                     |
| Krista Kiuru (1974)                                             | 4.4.2014–24.6.2014 24.6.2014–29.5.2015 | Katainen Stubb | 1438                                                | SDP                                                 |
| Ministre de la Famille et des Services de base                  | | |                                                     |                                                     |
| Juha Rehula (1963)                                              | 29.5.2015–10.7.2017 | Sipilä | 774                                                 | Parti du centre                                     |
| Annika Saarikko (1983)                                          | 10.7.2017–6.6.2019 | Sipilä | 697                                                 | Parti du centre                                     |
| Ministre des Services de base                                   | | |                                                     |                                                     |
| Eva Biaudet (1961)                                              | 15.4.1999–14.4.2000 19.4.2002–17.4.2003 | Lipponen II | 730                                                 | RKP                                                 |
| Osmo Soininvaara (1951)                                         | 14.4.2000–19.4.2002 | Lipponen II | 736                                                 | Vihreä liitto                                       |
| Liisa Hyssälä (1948)                                            | 17.4.2003–24.6.2003 24.6.2003–19.4.2007 | Jäätteenmäki Vanhanen I                                                                                             | 1464                                                | Parti du centre                                     |
| Paula Risikko (1960)                                            | 19.4.2007–22.6.2010 22.6.2010–22.6.2011 | Vanhanen II Kiviniemi                                                                                               | 1526                                                | Kokoomus                                            |
| Maria Guzenina-Richardson (1969)                                | 22.6.2011–24.5.2013 | Katainen | 703                                                 | SDP                                                 |
| Susanna Huovinen (1972)                                         | 24.5.2013–24.6.2014 24.6.2014–29.5.2015 | Katainen Stubb | 1310                                                | SDP                                                 |
| Krista Kiuru (1974)                                             | 6.6.2019–10.12.2019 | Rinne | 188                                                 | SDP                                                 |
| Krista Kiuru (1974)                                             | 10.12.2019–virassa | Marin | 11921                                               | SDP                                                 |
| Ministre de la Coopération nordique et de l'Égalité             | | |                                                     |                                                     |
| Thomas Blomqvist (1951)                                         | 6.6.2019–10.12.2019 | Rinne | 188                                                 | RKP                                                 |
| Thomas Blomqvist (1951)                                         | 10.12.2019–virassa | Marin | 11921                                               | RKP                                                 |
| Ministre de la Défense                                          | | |                                                     |                                                     |
| Bruno Jalander (1872–1966)                                      | 2.6.1922–14.11.1922 14.11.1922–22.6.1923 | Cajander I Kallio I                                                                                                 | 386                                                 | ammattiministeri                                    |
| Kyösti Kallio (1873–1940)                                       | 22.6.1923–16.8.1923 | Kallio I | 56                                                  | Maalaisliitto                                       |
| Vilho Nenonen (1883–1960)                                       | 16.8.1923–18.1.1924 | Kallio I | 156                                                 | ammattiministeri                                    |
| Viktor Henrik Schvindt (1866–1928)                              | 18.1.1924–11.3.1924 | Cajander II | 54                                                  | ammattiministeri                                    |
| Ivar Aminoff (1868–1931)                                        | 11.3.1924–31.5.1924 | Cajander II | 82                                                  | ammattiministeri                                    |
| Lauri Malmberg (1888–1948)                                      | 31.5.1924–31.3.1925 | Ingman II | 305                                                 | ammattiministeri                                    |
| Aleksander Lampén (1879–1935)                                   | 31.3.1925–31.12.1925 | Tulenheimo | 276                                                 | Kokoomus                                            |
| Leonard Hjelmman (1869–1952)                                    | 31.12.1925–13.12.1926 | Kallio II | 348                                                 | Kokoomus                                            |
| Jalo Lahdensuo (1882–1973)                                      | 17.12.1927–22.12.1928 21.3.1931–14.12.1932 | Sunila I Sunila II                                                                                                  | 1007                                                | Maalaisliitto                                       |
| Aimo Kaarlo Cajander (1879–1943)                                | 22.12.1928–16.8.1929 | Mantere | 238                                                 | Edistyspuolue                                       |
| Juho Niukkanen (1888–1954)                                      | 16.8.1929–4.7.1930 12.3.1937–1.12.1939 1.12.1939–27.3.1940 | Kallio III Cajander III Ryti I                                                                                      | 1435                                                | Maalaisliitto                                       |
| Albin Manner (1888–1954)                                        | 10.7.1930–21.3.1931 | Svinhufvud II | 255                                                 | Maalaisliitto                                       |
| Arvi Oksala (1891–1949)                                         | 14.12.1932–7.10.1936 7.10.1936–12.3.1937 | Kivimäki Kallio IV                                                                                                  | 1550                                                | Maalaisliitto                                       |
| Rudolf Walden (1878–1946)                                       | 27.3.1940–4.1.1941 4.1.1941–5.3.1943 5.3.1943–8.8.1944 8.8.1944–21.9.1944 21.9.1944–17.11.1944 17.11.1944–1.12.1944                                                                                       | Ryti II Rangell Linkomies Hackzell Urho Castrén Paasikivi II                                                        | 1711                                                | ammattiministeri                                    |
| Väinö Valve (1895–1995)                                         | 1.12.1944–17.4.1945 | Paasikivi II | 138                                                 | ammattiministeri                                    |
| Mauno Pekkala (1890–1952)                                       | 17.4.1945–26.3.1946 26.3.1946–27.3.1946 | Paasikivi III Pekkala                                                                                               | 345                                                 | SKDL                                                |
| Yrjö Kallinen (1886–1976)                                       | 27.3.1946–29.7.1948 | Pekkala | 856                                                 | SDP                                                 |
| Emil Skog (1897–1981)                                           | 29.7.1948–17.3.1950 17.1.1951–20.9.1951 20.9.1951–9.7.1953 5.5.1954–20.10.1954 20.10.1954–3.3.1956 3.3.1956–27.5.1957                                                                                     | Fagerholm I Kekkonen II Kekkonen III Törngren Kekkonen V Fagerholm II                                               | 2621                                                | SDP                                                 |
| Kustaa Tiitu (1896–1990)                                        | 17.3.1950–17.1.1951 | Kekkonen I | 307                                                 | Maalaisliitto                                       |
| Kauno Kleemola (1906–1965)                                      | 9.7.1953–17.11.1953 | Kekkonen IV | 132                                                 | Maalaisliitto                                       |
| Päiviö Hetemäki (1913–1980)                                     | 17.11.1953–5.5.1954 | Tuomioja | 170                                                 | Kokoomus                                            |
| Atte Pakkanen (1912–1994)                                       | 27.5.1957–2.9.1957 | Sukselainen I | 99                                                  | Maalaisliitto                                       |
| Pekka Malinen (1921–2004)                                       | 2.9.1957–29.11.1957 | Sukselainen I | 89                                                  | Suomen Kansanpuolue                                 |
| Kalle Lehmus (1907–1987)                                        | 29.11.1957–26.4.1958 | Von Fieandt | 149                                                 | SDP                                                 |
| Edvard Björkenheim (1901–1965)                                  | 26.4.1958–29.8.1958 14.7.1961–13.4.1962 | Kuuskoski Miettunen I                                                                                               | 400                                                 | Maalaisliitto                                       |
| Toivo Wiherheimo (1898–1970)                                    | 29.8.1958–13.1.1959 | Fagerholm I | 138                                                 | Kokoomus                                            |
| Leo Häppölä (1911–1998)                                         | 13.1.1959–14.7.1961 | Sukselainen II | 914                                                 | Maalaisliitto                                       |
| Arvo Pentti (1915–1986)                                         | 13.4.1962–18.12.1963 12.9.1964–27.5.1966 14.5.1970–15.7.1970 29.10.1971–23.2.1972 | Karjalainen I Virolainen I Aura I Aura II                                                                           | 1419                                                | Maalaisliitto Parti du centre ammattiministeri      |
| Kaarlo Leinonen (1914–1975)                                     | 18.12.1963–12.9.1964 | Lehto | 270                                                 | ammattiministeri                                    |
| Sulo Suorttanen (1921–2005)                                     | 27.5.1966–22.3.1968 22.3.1968–14.5.1970 | Paasio I Koivisto I                                                                                                 | 1449                                                | Parti du centre                                     |
| Kristian Gestrin (1929–1990)                                    | 15.7.1970–29.10.1971 4.9.1972–30.9.1974 | Karjalainen I Sorsa I                                                                                               | 1229                                                | RKP                                                 |
| Sulo Hostila (1920–2002)                                        | 23.2.1972–4.9.1972 | Paasio II | 195                                                 | SDP                                                 |
| Carl-Olaf Homén (1936)                                          | 1.10.1974–13.6.1975 | Sorsa I | 256                                                 | RKP                                                 |
| Erkki Huurtamo (1917–1999)                                      | 13.6.1975–30.11.1975 | Liinamaa | 171                                                 | ammattiministeri                                    |
| Ingvar S. Melin (1932–2011)                                     | 30.11.1975–29.9.1976 | Miettunen II | 305                                                 | RKP                                                 |
| Seppo Westerlund (1930–2014)                                    | 29.9.1976–15.5.1977 | Miettunen III | 229                                                 | Liberaalit                                          |
| Taisto Tähkämaa (1924)                                          | 15.5.1977–26.5.1979 | Sorsa II | 742                                                 | Parti du centre                                     |
| Lasse Äikäs (1932–1988)                                         | 26.5.1979–19.2.1982 | Koivisto II | 1001                                                | Parti du centre                                     |
| Juhani Saukkonen (1937)                                         | 19.2.1982–6.5.1983 | Sorsa III | 442                                                 | Parti du centre                                     |
| Veikko Pihlajamäki (1922–2007)                                  | 6.5.1983–30.4.1987 | Sorsa IV | 1456                                                | Parti du centre                                     |
| Ole Norrback (1941)                                             | 30.4.1987–13.6.1990 | Holkeri | 1141                                                | RKP                                                 |
| Elisabeth Rehn (1935)                                           | 13.6.1990–26.4.1991 26.4.1991–1.1.1995 | Holkeri Aho | 1664                                                | RKP                                                 |
| Jan-Erik Enestam (1947)                                         | 2.1.1995–13.4.1995 15.4.1999–17.4.2003 | Aho Lipponen I | 1566                                                | RKP                                                 |
| Anneli Taina (1951)                                             | 13.4.1995–15.4.1999 | Lipponen I | 1464                                                | Kokoomus                                            |
| Matti Vanhanen (1955)                                           | 17.4.2003–24.6.2003 | Jäätteenmäki | 69                                                  | Parti du centre                                     |
| Seppo Kääriäinen (1948)                                         | 24.6.2003–19.4.2007 | Vanhanen I | 1396                                                | Parti du centre                                     |
| Jyri Häkämies (1961)                                            | 19.4.2007–22.6.2010 22.6.2010–22.6.2011 | Vanhanen II Kiviniemi                                                                                               | 1526                                                | Kokoomus                                            |
| Stefan Wallin (1967)                                            | 22.6.2011–5.7.2012 | Katainen | 380                                                 | RKP                                                 |
| Carl Haglund (1979)                                             | 5.7.2012–24.6.2014 24.6.2014–29.5.2015 | Katainen Stubb | 1059                                                | RKP                                                 |
| Jussi Niinistö (1970)                                           | 29.5.2015–6.6.2019 | Sipilä | 1470                                                | Perussuomalaiset Réforme bleue                      |
| Antti Kaikkonen (1974)                                          | 6.6.2019–10.12.2019 | Rinne | 188                                                 | Parti du centre                                     |
| Antti Kaikkonen (1974)                                          | 10.12.2019–virassa | Marin | 11921                                               | Parti du centre                                     |
| Premier ministre                                                | | |                                                     |                                                     |
| Lauri Ingman (1868–1934)                                        | 27.11.1918–17.4.1919 31.5.1924–31.3.1925 | Ingman I Ingman II                                                                                                  | 447                                                 | Kokoomus                                            |
| Kaarlo Castrén (1860–1938)                                      | 17.4.1919–15.8.1919 | Kaarlo Castrén | 121                                                 | Edistyspuolue                                       |
| Juho Vennola (1872–1938)                                        | 15.8.1919–15.3.1920 9.4.1921–2.6.1922 | Vennola I Vennola II                                                                                                | 634                                                 | Edistyspuolue                                       |
| Rafael Erich (1879–1946)                                        | 15.3.1920–9.4.1921 | Erich | 391                                                 | Kokoomus                                            |
| Aimo Kaarlo Cajander (1879–1943)                                | 2.6.1922–14.11.1922 18.1.1924–31.5.1924 12.3.1937–1.12.1939 | Cajander I Cajander II Cajander III                                                                                 | 1296                                                | ammattiministeri Kokoomus                           |
| Kyösti Kallio (1873–1940)                                       | 14.11.1922–18.1.1924 31.12.1925–13.12.1926 16.8.1929–4.7.1930 7.10.1936–15.2.1937 | Kallio I Kallio II Kallio III Kallio IV                                                                             | 1234                                                | Maalaisliitto                                       |
| Antti Tulenheimo (1879–1952)                                    | 31.3.1925–31.12.1925 | Tulenheimo | 276                                                 | Kokoomus                                            |
| Väinö Tanner (1881–1966)                                        | 13.12.1926–17.12.1927 | Tanner | 370                                                 | SDP                                                 |
| Juho Sunila (1875–1936)                                         | 17.12.1927–22.12.1928 21.3.1931–14.12.1932 | Sunila I Sunila II                                                                                                  | 1007                                                | Maalaisliitto                                       |
| Oskari Mantere (1874–1942)                                      | 22.12.1928–16.8.1929 | Mantere | 238                                                 | Edistyspuolue                                       |
| Pehr Evind Svinhufvud (1861–1944)                               | 4.7.1930–18.2.1931 | Svinhufvud II | 230                                                 | Kokoomus                                            |
| Toivo Kivimäki (1886–1968)                                      | 14.12.1932–7.10.1936 | Kivimäki | 1394                                                | Edistyspuolue                                       |
| Risto Ryti (1889–1956)                                          | 1.12.1939–27.3.1940 27.3.1940–19.12.1940 | Ryti I Ryti II | 385                                                 | Edistyspuolue                                       |
| Jukka Rangell (1894–1982)                                       | 4.1.1941–5.3.1943 | Rangell | 791                                                 | Edistyspuolue                                       |
| Edwin Linkomies (1894–1963)                                     | 5.3.1943–8.8.1944 | Linkomies | 523                                                 | Kokoomus                                            |
| Antti Hackzell (1881–1946)                                      | 8.8.1944–21.9.1944 | Hackzell | 45                                                  | ammattiministeri                                    |
| Urho Castrén (1886–1965)                                        | 21.9.1944–17.11.1944 | Urho Castrén | 58                                                  | Kokoomus                                            |
| Juho Kusti Paasikivi (1870–1956)                                | 17.11.1944–17.4.1945 17.4.1945–9.3.1946 | Paasikivi II Paasikivi III                                                                                          | 478                                                 | ammattiministeri                                    |
| Mauno Pekkala (1890–1952)                                       | 26.3.1946–29.7.1948 | Pekkala | 857                                                 | SKDL                                                |
| Karl-August Fagerholm (1901–1984)                               | 29.7.1948–17.3.1950 3.3.1956–27.5.1957 29.8.1958–13.1.1959 | Fagerholm I Fagerholm II Fagerholm III                                                                              | 1186                                                | SDP                                                 |
| Urho Kekkonen (1900–1986)                                       | 17.3.1950–17.1.1951 17.1.1951–20.9.1951 20.9.1951–9.7.1953 9.7.1953–17.11.1953 20.10.1954–15.2.1956 | Kekkonen I Kekkonen II Kekkonen III Kekkonen IV Kekkonen V                                                          | 1826                                                | Maalaisliitto                                       |
| Sakari Tuomioja (1911–1964)                                     | 17.11.1953–5.5.1954 | Tuomioja | 170                                                 | Vapaamielisten liitto                               |
| Ralf Törngren (1899–1961)                                       | 5.5.1954–20.10.1954 | Törngren | 169                                                 | RKP                                                 |
| Vieno Johannes Sukselainen (1906–1995)                          | 27.5.1957–29.11.1957 13.1.1959–3.7.1961 | Sukselainen I Sukselainen II                                                                                        | 1090                                                | Maalaisliitto                                       |
| Rainer von Fieandt (1890–1972)                                  | 29.11.1957–26.4.1958 | Von Fieandt | 149                                                 | ammattiministeri                                    |
| Reino Kuuskoski (1907–1965)                                     | 26.4.1958–29.8.1958 | Kuuskoski | 126                                                 | ammattiministeri                                    |
| Martti Miettunen (1907–2002)                                    | 14.7.1961–13.4.1962 30.11.1975–29.9.1976 29.9.1976–15.5.1977 | Miettunen I Miettunen II Miettunen III                                                                              | 807                                                 | Maalaisliitto/Parti du centre                       |
| Ahti Karjalainen (1923–1990)                                    | 13.4.1962–18.12.1963 15.7.1970–29.10.1971 | Karjalainen I Karjalainen II                                                                                        | 1087                                                | Maalaisliitto/Parti du centre                       |
| Reino R. Lehto (1898–1966)                                      | 18.12.1963–12.9.1964 | Lehto | 270                                                 | ammattiministeri                                    |
| Johannes Virolainen (1914–2000)                                 | 12.9.1964–27.5.1966 | Virolainen | 623                                                 | Parti du centre                                     |
| Rafael Paasio (1903–1980)                                       | 27.5.1966–22.3.1968 23.2.1972–4.9.1972 | Paasio I Paasio II                                                                                                  | 861                                                 | SDP                                                 |
| Mauno Koivisto (1923–2017)                                      | 22.3.1968–14.5.1970 26.5.1979–26.1.1982 | Koivisto I Koivisto II                                                                                              | 1761                                                | SDP                                                 |
| Teuvo Aura (1912–1999)                                          | 14.5.1970–15.7.1970 29.10.1971–23.2.1972 | Aura I Aura II | 181                                                 | ammattiministeri                                    |
| Kalevi Sorsa (1930–2004)                                        | 4.9.1972–13.6.1975 15.5.1977–26.5.1979 19.2.1982–6.5.1983 6.5.1983–30.4.1987 | Sorsa I Sorsa II Sorsa III Sorsa IV                                                                                 | 3652                                                | SDP                                                 |
| Keijo Liinamaa (1929–1980)                                      | 13.6.1975–30.11.1975 | Liinamaa | 171                                                 | ammattiministeri                                    |
| Harri Holkeri (1937–2011)                                       | 30.4.1987–26.4.1991 | Holkeri | 1458                                                | Kokoomus                                            |
| Esko Aho (1954)                                                 | 26.4.1991–13.4.1995 | Aho | 1449                                                | Parti du centre                                     |
| Paavo Lipponen (1941)                                           | 13.4.1995–15.4.1999 15.4.1999–17.4.2003 | Lipponen I Lipponen II                                                                                              | 2927                                                | SDP                                                 |
| Anneli Jäätteenmäki (1955)                                      | 17.4.2003–24.6.2003 | Jäätteenmäki | 69                                                  | Parti du centre                                     |
| Matti Vanhanen (1955)                                           | 24.6.2003–19.4.2007 19.4.2007–22.6.2010 | Vanhanen I Vanhanen II                                                                                              | 2556                                                | Parti du centre                                     |
| Mari Kiviniemi (1968)                                           | 22.6.2010–22.6.2011 | Kiviniemi | 366                                                 | Parti du centre                                     |
| Jyrki Katainen (1971)                                           | 22.6.2011–24.6.2014 | Katainen | 1099                                                | Kokoomus                                            |
| Alexander Stubb (1968)                                          | 24.6.2014–29.5.2015 | Stubb | 340                                                 | Kokoomus                                            |
| Juha Sipilä (1961)                                              | 29.5.2015–6.6.2019 | Sipilä | 1470                                                | Parti du centre                                     |
| Antti Rinne (1962)                                              | 6.6.2019–10.12.2019 | Rinne | 188                                                 | SDP                                                 |
| Ministre sans portefeuille                                      | | |                                                     |                                                     |
| Mikko Luopajärvi (1871–1920)                                    | 17.4.1919–15.8.1919 15.8.1919–5.1.1920 | Kaarlo Castrén Vennola I                                                                                            | 264                                                 | Maalaisliitto                                       |
| Kalle Lohi (1872–1948)                                          | 31.3.1925–31.12.1925 | Tulenheimo | 276                                                 | Maalaisliitto                                       |
| Matti Paasivuori (1866–1937)                                    | 13.12.1926–15.11.1927 | Tanner | 338                                                 | SDP                                                 |
| Kalle Jutila (1891–1966)                                        | 17.12.1927–16.10.1928 | Sunila I | 305                                                 | Maalaisliitto                                       |
| Juhani Leppälä (1880–1976)                                      | 16.8.1929–27.8.1929 | Kallio III | 12                                                  | Maalaisliitto                                       |
| Eljas Erkko (1895–1965)                                         | 20.10.1932–25.11.1932 | Sunila II | 37                                                  | Edistyspuolue                                       |
| Ernst von Born (1885–1956)                                      | 13.10.1939–1.12.1939 | Cajander III | 50                                                  | RKP                                                 |
| Juho Kusti Paasikivi (1870–1956)                                | 1.12.1939–27.3.1940 | Ryti I | 118                                                 | ammattiministeri                                    |
| Mauno Pekkala (1890–1952)                                       | 17.11.1944–24.11.1944 | Paasikivi II | 8                                                   | SDP                                                 |
| Hertta Kuusinen (1904–1974)                                     | 26.5.1948–4.6.1948 | Pekkala | 10                                                  | SKDL                                                |
| Aleksi Aaltonen (1892–1956)                                     | 29.7.1948–30.7.1948 | Fagerholm I | 2                                                   | SDP                                                 |
| Unto Varjonen (1916–1954)                                       | 29.7.1949–19.8.1949 | Fagerholm I | 22                                                  | SDP                                                 |
| Sénateur sans portefeuille                                      | | |                                                     |                                                     |
| Samuli Sario (1874–1957)                                        | 27.5.1918–29.6.1918 | Paasikivi I | 34                                                  | Suomalainen puolue                                  |
| Président du Sénat                                              | | |                                                     |                                                     |
| Pehr Evind Svinhufvud (1861–1944)                               | 27.11.1917–27.5.1918 | Svinhufvud I | 182                                                 | Nuorsuomalaiset                                     |
| Vice-président du Sénat                                         | | |                                                     |                                                     |
| Juho Kusti Paasikivi (1870–1956)                                | 27.5.1918–27.11.1918 | Paasikivi I | 185                                                 | Suomalainen puolue                                  |
| Ministre de l'Intérieur                                         | | |                                                     |                                                     |
| Antti Tulenheimo (1879–1952)                                    | 27.11.1918–17.4.1919 | Ingman I | 142                                                 | Kokoomus                                            |
| Carl Voss-Schrader (1880–1955)                                  | 17.4.1919–15.8.1919 | Kaarlo Castrén | 121                                                 | ammattiministeri                                    |
| Heikki Ritavuori (1880–1922)                                    | 15.8.1919–15.3.1920 9.4.1921–14.2.1922 | Vennola I Vennola II                                                                                                | 526                                                 | Edistyspuolue                                       |
| Albert von Hellens (1879–1950)                                  | 15.3.1920–9.4.1921 | Erich | 391                                                 | Edistyspuolue                                       |
| Heimo Helminen (1878–1947)                                      | 24.2.1922–2.6.1922 | Vennola II | 99                                                  | Edistyspuolue                                       |
| Yrjö Johannes Eskelä (1886–1949)                                | 2.6.1922–14.11.1922 18.1.1924–31.5.1924 | Cajander I Cajander II                                                                                              | 301                                                 | ammattiministeri                                    |
| Vilkku Joukahainen (1879–1929)                                  | 14.11.1922–18.1.1924 | Kallio I | 431                                                 | Maalaisliitto                                       |
| Gunnar Sahlstein (1879–1935)                                    | 2.6.1924–31.3.1925 | Ingman II | 303                                                 | Kokoomus                                            |
| Matti Aura (1885–1975)                                          | 31.3.1925–31.12.1925 17.12.1927–22.12.1928 | Tulenheimo Sunila I                                                                                                 | 648                                                 | ammattiministeri                                    |
| Gustaf Ignatius (1873–1949)                                     | 31.12.1925–13.12.1926 | Kallio II | 348                                                 | Kokoomus                                            |
| Rieti Itkonen (1889–1951)                                       | 13.12.1926–12.4.1927 | Tanner | 121                                                 | SDP                                                 |
| Olavi Puro (1883–1933)                                          | 29.4.1927–17.12.1927 | Tanner | 233                                                 | SDP                                                 |
| Toivo Kivimäki (1886–1968)                                      | 22.12.1928–16.8.1929 | Mantere | 238                                                 | Edistyspuolue                                       |
| Arvo Linturi (1887–1975)                                        | 16.8.1929–4.7.1930 | Kallio III | 323                                                 | ammattiministeri                                    |
| Erkki Kuokkanen (1887–1956)                                     | 4.7.1930–21.3.1931 | Svinhufvud II | 261                                                 | Kokoomus                                            |
| Ernst von Born (1885–1956)                                      | 21.3.1931–14.12.1932 1.12.1939–27.3.1940 27.3.1940–4.1.1941 4.1.1941–13.5.1941 | Sunila II Ryti I Ryti II Rangell                                                                                    | 1165                                                | RKP                                                 |
| Yrjö Puhakka (1888–1971)                                        | 14.12.1932–7.10.1936 7.10.1936–12.3.1937 | Kivimäki Kallio IV                                                                                                  | 1550                                                | ammattiministeri                                    |
| Urho Kekkonen (1900–1986)                                       | 12.3.1937–1.12.1939 17.3.1950–17.1.1951 | Cajander II Kekkonen I                                                                                              | 1302                                                | Maalaisliitto                                       |
| Toivo Horelli (1888–1975)                                       | 13.5.1941–5.3.1943 | Rangell | 662                                                 | Kokoomus                                            |
| Leo Ehrnrooth (1877–1951)                                       | 5.3.1943–8.8.1944 | Linkomies | 523                                                 | RKP                                                 |
| Kaarlo Hillilä (1902–1965)                                      | 8.8.1944–21.9.1944 21.9.1944–17.11.1944 17.11.1944–17.4.1945 | Hackzell Urho Castrén Paasikivi II                                                                                  | 253                                                 | Maalaisliitto                                       |
| Yrjö Leino (1897–1961)                                          | 17.4.1945–26.3.1946 26.3.1946–22.5.1948 | Paasikivi III Pekkala                                                                                               | 1132                                                | SKDL                                                |
| Eino Kilpi (1889–1963)                                          | 26.5.1948–29.7.1948 | Pekkala | 65                                                  | SKDL                                                |
| Aarre Simonen (1913–1977)                                       | 29.7.1948–17.3.1950 | Fagerholm I | 597                                                 | SDP                                                 |
| Vieno Johannes Sukselainen (1906–1995)                          | 17.1.1951–20.9.1951 20.9.1951–9.7.1953 9.7.1953–17.11.1953 | Kekkonen II Kekkonen III Kekkonen IV                                                                                | 1036                                                | Maalaisliitto                                       |
| Heikki Kannisto (1898–1957)                                     | 17.11.1953–5.5.1954 | Tuomiojan Tuomioja                                                                                                  | 170                                                 | Suomen Kansanpuolue                                 |
| Väinö Leskinen (1917–1972)                                      | 5.5.1954–20.10.1954 20.10.1954–30.9.1955 | Törngren Kekkonen V                                                                                                 | 514                                                 | SDP                                                 |
| Valto Käkelä (1908–1977)                                        | 30.9.1955–3.3.1956 | Kekkonen V | 156                                                 | SDP                                                 |
| Vilho Väyrynen (1912–2000)                                      | 3.3.1956–27.5.1957 | Fagerholm II | 451                                                 | SDP                                                 |
| Harras Kyttä (1912–1985)                                        | 27.5.1957–2.9.1957 26.4.1958–29.8.1958 | Sukselainen I Kuuskoski                                                                                             | 225                                                 | Liberaalit ammattiministeri                         |
| Teuvo Aura (1912–1999)                                          | 2.9.1957–29.11.1957 | Sukselainen I | 89                                                  | ammattiministeri                                    |
| Urho Kiukas (1902–1995)                                         | 29.11.1957–26.4.1958 | Von Fieandt | 149                                                 | ammattiministeri                                    |
| Atte Pakkanen (1912–1994)                                       | 29.8.1958–13.1.1959 | Fagerholm III | 138                                                 | Maalaisliitto                                       |
| Eino Palovesi (1904–1980)                                       | 13.1.1959–4.2.1960 | Sukselainen II | 388                                                 | Maalaisliitto                                       |
| Eemil Luukka (1892–1970)                                        | 4.2.1960–14.7.1961 14.7.1961–13.4.1962 | Sukselainen II Miettunen I                                                                                          | 800                                                 | Maalaisliitto                                       |
| Eeli Erkkilä (1909–1963)                                        | 13.4.1962–8.2.1963 | Karjalainen I | 302                                                 | Maalaisliitto                                       |
| Niilo Ryhtä (1906–1995)                                         | 8.2.1963–18.12.1963 12.9.1964–27.5.1966 | Karjalainen I Virolainen                                                                                            | 937                                                 | Maalaisliitto/Parti du centre                       |
| Arno Hannus (1920)                                              | 18.12.1963–12.9.1964 | Lehto | 270                                                 | ammattiministeri                                    |
| Martti Viitanen (1913–1980)                                     | 27.5.1966–30.11.1967 23.2.1972–4.9.1972 | Paasio I Paasio II                                                                                                  | 748                                                 | SDP                                                 |
| Antero Väyrynen (1916–1970)                                     | 1.12.1967–22.3.1968 22.3.1968–14.5.1970 | Paasio I Koivisto I                                                                                                 | 896                                                 | SDP                                                 |
| Teemu Hiltunen (1924–1997)                                      | 14.5.1970–15.7.1970 | Aura I | 63                                                  | ammattiministeri                                    |
| Artturi Jämsén (1925–1976)                                      | 15.7.1970–28.5.1971 | Karjalainen II | 318                                                 | Parti du centre                                     |
| Eino Uusitalo (1924–2015)                                       | 28.5.1971–29.10.1971 29.9.1976–15.5.1977 15.5.1977–26.5.1979 26.5.1979–19.2.1982 | Karjalainen II Miettunen III Sorsa II Koivisto II                                                                   | 2125                                                | Parti du centre                                     |
| Heikki Tuominen (1920–2010)                                     | 29.10.1971–23.2.1972 4.9.1972–13.6.1975 | Aura II Sorsa I | 1131                                                | ammattiministeri                                    |
| Paavo Tiilikainen (1923–2007)                                   | 30.11.1975–29.9.1976 | Miettunen II | 305                                                 | SDP                                                 |
| Matti Ahde (1945–2019)                                          | 19.2.1982–6.5.1983 6.5.1983–30.9.1983 | Sorsa III Sorsa IV                                                                                                  | 589                                                 | SDP                                                 |
| Matti Luttinen (1936–2009)                                      | 1.10.1983–30.11.1984 | Sorsa IV | 427                                                 | SDP                                                 |
| Kaisa Raatikainen (1928–2007)                                   | 1.12.1984–30.4.1987 | Sorsa IV | 881                                                 | SDP                                                 |
| Jarmo Rantanen (1944)                                           | 30.4.1987–26.4.1991 | Holkeri | 1458                                                | SDP                                                 |
| Mauri Pekkarinen (1947)                                         | 26.4.1991–13.4.1995 | Aho | 1449                                                | Parti du centre                                     |
| Jan-Erik Enestam (1947)                                         | 13.4.1995–15.4.1999 | Lipponen I | 1464                                                | RKP                                                 |
| Kari Häkämies (1956)                                            | 15.4.1999–1.9.2000 | Lipponen II | 506                                                 | Kokoomus                                            |
| Ville Itälä (1959)                                              | 1.9.2000–17.4.2003 | Lipponen II | 959                                                 | Kokoomus                                            |
| Kari Rajamäki (1948)                                            | 17.4.2003–24.6.2003 24.6.2003–19.4.2007 | Jäätteenmäki Vanhanen I                                                                                             | 1464                                                | SDP                                                 |
| Anne Holmlund (1964)                                            | 19.4.2007–22.6.2010 22.6.2010–22.6.2011 | Vanhanen II Kiviniemi                                                                                               | 1526                                                | Kokoomus                                            |
| Directeur de la commission des affaires intérieures             | | |                                                     |                                                     |
| Arthur Castrén (1866–1946)                                      | 27.11.1917–27.5.1918 27.5.1918–27.11.1918 | Svinhufvud I Paasikivi I                                                                                            | 366                                                 | Nuorsuomalaiset                                     |
| Ministre des Affaires sociales et de la Santé                   | | |                                                     |                                                     |
| Gunnar Korhonen (1918–2001)                                     | 14.5.1970–15.7.1970 | Aura I | 63                                                  | ammattiministeri                                    |
| Anna-Liisa Tiekso (1929–2010)                                   | 15.7.1970–26.3.1971 | Karjalainen II | 255                                                 | SKDL                                                |
| Pekka Kuusi (1917–1989)                                         | 26.3.1971–29.10.1971 | Karjalainen II | 218                                                 | SDP                                                 |
| Alli Lahtinen (1926–1976)                                       | 29.10.1971–23.2.1972 13.6.1975–30.11.1975 | Aura II Liinamaa I                                                                                                  | 289                                                 | ammattiministeri                                    |
| Osmo Kaipainen (1933–1985)                                      | 23.2.1972–4.9.1972 | Paasio II | 195                                                 | SDP                                                 |
| Seija Karkinen (1936)                                           | 4.9.1972–13.6.1975 | Sorsa I | 1013                                                | SDP                                                 |
| Irma Toivanen (1922–2010)                                       | 30.11.1975–29.9.1976 29.9.1976–15.5.1977 | Miettunen I Miettunen II                                                                                            | 533                                                 | Liberaalit                                          |
| Pirkko Työläjärvi (1938)                                        | 15.5.1977–26.5.1979 | Sorsa II | 742                                                 | SDP                                                 |
| Sinikka Luja-Penttilä (1924)                                    | 26.5.1979–19.2.1982 | Koivisto II | 1001                                                | SDP                                                 |
| Jacob Söderman (1938)                                           | 19.2.1982–30.6.1982 | Sorsa III | 132                                                 | SDP                                                 |
| Vappu Taipale (1940)                                            | 1.7.1982–6.5.1983 | Sorsa III | 310                                                 | SDP                                                 |
| Eeva Kuuskoski (1946)                                           | 6.5.1983–30.4.1987 26.4.1991–24.4.1992 | Sorsa IV Aho | 1821                                                | Parti du centre                                     |
| Helena Pesola (1947)                                            | 30.4.1987–31.12.1989 | Holkeri | 977                                                 | Kokoomus                                            |
| Mauri Miettinen (1941)                                          | 1.1.1990–26.4.1991 | Holkeri | 481                                                 | Kokoomus                                            |
| Jorma Huuhtanen (1945)                                          | 24.4.1992–13.4.1995 | Aho | 1085                                                | Parti du centre                                     |
| Sinikka Mönkäre (1947)                                          | 13.4.1995–15.4.1999 17.4.2003–24.6.2003 24.6.2003–23.9.2005 | Lipponen I Jäätteenmäki Vanhanen I                                                                                  | 2355                                                | SDP                                                 |
| Maija Perho (1948)                                              | 15.4.1999–17.4.2003 | Lipponen II | 1464                                                | Kokoomus                                            |
| Tuula Haatainen (1960)                                          | 23.9.2005–19.4.2007 | Vanhanen I | 574                                                 | SDP                                                 |
| Liisa Hyssälä (1948)                                            | 19.4.2007–24.5.2010 | Vanhanen II | 1132                                                | Parti du centre                                     |
| Juha Rehula (1963)                                              | 24.5.2010–22.6.2010 22.6.2010–22.6.2011 | Vanhanen II Kiviniemi                                                                                               | 395                                                 | Parti du centre                                     |
| Paula Risikko (1960)                                            | 22.6.2011–24.6.2014 | Katainen I | 1099                                                | Kokoomus                                            |
| Laura Räty (1977)                                               | 24.6.2014–29.5.2015 | Stubb | 340                                                 | Kokoomus                                            |
| Hanna Mäntylä (1974)                                            | 29.5.2015–25.8.2016 | Sipilä | 455                                                 | Perussuomalaiset                                    |
| Pirkko Mattila (1964)                                           | 25.8.2016–6.6.2019 | Sipilä | 1016                                                | Perussuomalaiset Réforme bleue                      |
| Aino-Kaisa Pekonen (1979)                                       | 6.6.2019–10.12.2019 | Rinne | 188                                                 | Alliance de gauche                                  |
| Aino-Kaisa Pekonen (1979)                                       | 10.12.2019–virassa | Marin | 11921                                               | Alliance de gauche                                  |
| Ministre de l'Intérieur                                         | | |                                                     |                                                     |
| Päivi Räsänen (1959)                                            | 1.1.2014–24.6.2014 24.6.2014–26.9.2014 | Katainen Stubb | 1438                                                | Kristillisdemokraatit                               |
| Päivi Räsänen (1959)                                            | 22.6.2011–1.1.2014 | Katainen | 925                                                 | Kristillisdemokraatit                               |
| Petteri Orpo (1969)                                             | 29.5.2015–22.6.2016 | Sipilä | 981                                                 | Kokoomus                                            |
| Paula Risikko (1960)                                            | 22.6.2016–5.2.2018 | Sipilä | 594                                                 | Kokoomus                                            |
| Kai Mykkänen (1979)                                             | 12.2.2018–6.6.2019 | Sipilä | 1080                                                | Kokoomus                                            |
| Maria Ohisalo (1985)                                            | 6.6.2019–10.12.2019 | Rinne | 188                                                 | Vihreät                                             |
| Maria Ohisalo (1985)                                            | 10.12.2019–virassa | Marin | 11921                                               | Vihreät                                             |
| Ministre des Affaires sociales                                  | | |                                                     |                                                     |
| Eero Erkko (1860–1927)                                          | 27.11.1918–17.4.1919 | Ingman I | 142                                                 | Edistyspuolue                                       |
| Santeri Alkio (1862–1930)                                       | 17.4.1919–15.8.1919 15.8.1919–15.3.1920 | Kaarlo Castrén | 334                                                 | Maalaisliitto                                       |
| Vilkku Joukahainen (1879–1929)                                  | 15.3.1920–9.4.1921 9.4.1921–2.6.1922 31.3.1925–31.12.1925 | Erich Vennola II Tulenheimo                                                                                         | 1086                                                | Maalaisliitto                                       |
| Eino Kuusi (1880–1936)                                          | 2.6.1922–14.11.1922 | Cajander I | 166                                                 | ammattiministeri                                    |
| Oskari Mantere (1874–1942)                                      | 14.11.1922–18.1.1924 | Kallio I | 431                                                 | Edistyspuolue                                       |
| Einar Böök (1874–1957)                                          | 18.1.1924–31.5.1924 | Cajander II | 135                                                 | ammattiministeri                                    |
| Niilo Liakka (1864–1945)                                        | 31.5.1924–22.11.1924 | Ingman II | 176                                                 | Maalaisliitto                                       |
| Lauri Pohjala (1870–1947)                                       | 22.11.1924–31.3.1925 | Ingman II | 130                                                 | Kokoomus                                            |
| Kalle Lohi (1872–1948)                                          | 31.12.1925–13.12.1926 17.12.1927–22.12.1928 20.10.1932–14.12.1932 | Kallio I Sunila I Sunila II                                                                                         | 776                                                 | Maalaisliitto                                       |
| Johan Helo (1889–1966)                                          | 13.12.1926–15.11.1927 | Tanner | 338                                                 | SDP                                                 |
| Matti Paasivuori (1866–1937)                                    | 15.11.1927–17.12.1927 | Tanner | 33                                                  | SDP                                                 |
| Niilo A. Mannio (1884–1968)                                     | 22.12.1928–16.8.1929 | Mantere | 238                                                 | Edistyspuolue                                       |
| Herman Paavilainen (1879–1964)                                  | 27.8.1929–4.7.1930 | Kallio III | 312                                                 | ammattiministeri                                    |
| Eino Tuomivaara (1887–1975)                                     | 4.7.1930–21.3.1931 | Svinhufvud II | 261                                                 | Maalaisliitto                                       |
| Edvard Kilpeläinen (1879–1941)                                  | 21.3.1931–3.3.1932 | Sunila II | 349                                                 | Kokoomus                                            |
| Erkki Paavolainen (1890–1960)                                   | 3.3.1932–20.10.1932 | Sunila II | 232                                                 | Kokoomus                                            |
| Eemil Hynninen (1882–1947)                                      | 14.12.1932–31.12.1935 | Kivimäki | 1113                                                | Maalaisliitto                                       |
| Bruno Sarlin (1878–1952)                                        | 31.12.1935–7.10.1936 | Kivimäki | 282                                                 | Edistyspuolue                                       |
| Toivo Janhonen (1886–1939)                                      | 7.10.1936–12.3.1937 | Kallio IV | 157                                                 | Maalaisliitto                                       |
| Jaakko Keto (1884–1947)                                         | 12.3.1937–9.11.1937 | Cajander III | 243                                                 | SDP                                                 |
| Karl-August Fagerholm (1901–1984)                               | 9.11.1937–1.12.1939 1.12.1939–27.3.1940 27.3.1940–4.1.1941 4.1.1941–5.3.1943 5.3.1943–17.12.1943 21.9.1944–17.11.1944                                                                                     | Cajander III Ryti I Ryti II Rangell Linkomies Urho Castrén                                                          | 2288                                                | SDP                                                 |
| Aleksi Aaltonen (1892–1956)                                     | 17.12.1943–8.8.1944 8.8.1944–21.9.1944 18.3.1949–17.3.1950 | Linkomies Hackzell Fagerholm I                                                                                      | 645                                                 | SDP                                                 |
| Ralf Törngren (1899–1961)                                       | 17.11.1944–17.4.1945 17.3.1950–17.1.1951 20.9.1951–26.11.1952 | Paasikivi I Kekkonen I Kekkonen III                                                                                 | 893                                                 | RKP                                                 |
| Eino Kilpi (1889–1963)                                          | 17.4.1945–26.3.1946 | Paasikivi III | 344                                                 | SDP                                                 |
| Matti Janhunen (1902–1963)                                      | 26.3.1946–29.7.1948 | Pekkala I | 857                                                 | SKDL                                                |
| Valdemar Liljeström (1902–1960)                                 | 29.7.1948–4.3.1949 26.4.1958–29.8.1958 | Fagerholm I Kuuskoski                                                                                               | 345                                                 | SDP ammattiministeri                                |
| Tyyne Leivo-Larsson (1902–1977)                                 | 4.3.1949–18.3.1949 5.5.1954–20.10.1954 17.5.1957–27.5.1957 | Fagerholm I Törngren Fagerholm II                                                                                   | 195                                                 | SDP                                                 |
| Vihtori Vesterinen (1885–1958)                                  | 17.1.1951–20.9.1951 | Kekkonen II | 247                                                 | Maalaisliitto                                       |
| Väinö Leskinen (1917–1972)                                      | 26.11.1952–9.7.1953 29.8.1958–13.1.1959 | Kekkonen III Fagerholm III                                                                                          | 364                                                 | SDP                                                 |
| Lauri Hietanen (1902–1971)                                      | 9.7.1953–17.11.1953 | Kekkonen IV | 132                                                 | ammattiministeri                                    |
| Esa Kaitila (1909–1975)                                         | 17.11.1953–5.5.1954 | Tuomioja | 170                                                 | Suomen Kansanpuolue                                 |
| Onni Peltonen (1894–1969)                                       | 20.10.1954–3.3.1956 | Kekkonen V | 501                                                 | SDP                                                 |
| Eino Saari (1894–1971)                                          | 3.3.1956–17.5.1957 | Fagerholm II | 441                                                 | Suomen Kansanpuolue                                 |
| Irma Karvikko (1909–1994)                                       | 27.5.1957–2.9.1957 | Sukselainen I | 99                                                  | Suomen Kansanpuolue                                 |
| Aino Malkamäki (1895–1961)                                      | 2.9.1957–29.11.1957 | Sukselainen I | 89                                                  | TPSL                                                |
| Heikki Waris (1901–1989)                                        | 29.11.1957–26.4.1958 | Von Fieandt | 149                                                 | ammattiministeri                                    |
| Vieno Simonen (1898–1994)                                       | 13.1.1959–14.7.1961 14.7.1961–13.4.1962 | Sukselainen II | 1187                                                | Maalaisliitto                                       |
| Olavi Saarinen (1923–1979)                                      | 13.4.1962–18.10.1963 | Karjalainen I | 554                                                 | TPSL                                                |
| Kyllikki Pohjala (1894–1979)                                    | 18.10.1963–18.12.1963 | Karjalainen I | 62                                                  | Kokoomus                                            |
| Olof Ojala (1919–1977)                                          | 18.12.1963–12.9.1964 | Lehto | 270                                                 | ammattiministeri                                    |
| Juho Tenhiälä (1912–1999)                                       | 12.9.1964–27.5.1966 | Virolainen | 623                                                 | Suomen Kansanpuolue                                 |
| Matti Koivunen (1919–1997)                                      | 27.5.1966–22.3.1968 | Paasio I | 666                                                 | SKDL                                                |
| Anna-Liisa Tiekso (1929–2010)                                   | 22.3.1968–14.5.1970 | Koivisto I | 784                                                 | SKDL                                                |
| Directeur de la commission des Affaires sociales                | | |                                                     |                                                     |
| Wilho Louhivuori (1884–1953)                                    | 27.11.1917–27.5.1918 27.5.1918–29.6.1918 | Svinhufvud I Paasikivi I                                                                                            | 215                                                 | Suomalainen puolue                                  |
| Directeur de la commission des affaires guerrières              | | |                                                     |                                                     |
| Wilhelm Thesleff (1880–1941)                                    | 27.5.1918–27.11.1918 | Paasikivi I | 185                                                 | ammattiministeri                                    |
| Ministre de la Guerre                                           | | |                                                     |                                                     |
| Rudolf Walden (1878–1946)                                       | 27.11.1918–17.4.1919 17.4.1919–15.8.1919 | Ingmanin I K.Castrén                                                                                                | 262                                                 | ammattiministeri                                    |
| Karl Emil Berg (1869–1921)                                      | 15.8.1919–15.3.1920 | Vennola I | 214                                                 | ammattiministeri                                    |
| Bruno Jalander (1872–1966)                                      | 15.3.1920–9.4.1921 3.9.1921–2.6.1922 | Erich Vennola II | 664                                                 | ammattiministeri                                    |
| Onni Hämäläinen (1885–1954)                                     | 9.4.1921–3.9.1921 | Vennola II | 148                                                 | ammattiministeri                                    |
| Vice-ministre de l'Économie                                     | | |                                                     |                                                     |
| Ulla-Maj Wideroos (1951)                                        | 17.4.2003–24.6.2003 24.6.2003–19.4.2007 | Jäätteenmäki Vanhanen I                                                                                             | 1464                                                | RKP                                                 |
| Ministre de la Science et de la Culture                         | | |                                                     |                                                     |
| Annika Saarikko (1983)                                          | 6.6.2019–9.8.2019 | Rinne | 65                                                  | Keskusta                                            |
| Hanna Kosonen (1976)                                            | 9.8.2019–10.12.2019 | Rinne | 124                                                 | Keskusta                                            |
| Hanna Kosonen (1976)                                            | 10.12.2019–virassa | Marin | 11921                                               | Keskusta                                            |
| Ministre du Travail                                             | | |                                                     |                                                     |
| Matti Puhakka (1945)                                            | 1.6.1989–26.4.1991 | Holkeri | 695                                                 | SDP                                                 |
| Ilkka Kanerva (1948)                                            | 26.4.1991–13.4.1995 | Aho | 1449                                                | Kokoomus                                            |
| Liisa Jaakonsaari (1945)                                        | 13.4.1995–15.4.1999 | Lipponen I | 1464                                                | SDP                                                 |
| Sinikka Mönkäre (1947)                                          | 15.4.1999–25.2.2000 | Lipponen I | 317                                                 | SDP                                                 |
| Tarja Filatov (1963)                                            | 25.2.2000–17.4.2003 17.4.2003–24.6.2003 | Lipponen II Jäätteenmäki Vanhanen I                                                                                 | 2611                                                | SDP                                                 |
| Tarja Cronberg (1943)                                           | 19.4.2007–1.1.2008 1.1.2008–26.6.2009 | Vanhanen II | 800                                                 | Vihreä liitto                                       |
| Anni Sinnemäki (1973)                                           | 26.6.2009–22.6.2010 22.6.2010–22.6.2011 | Vanhanen II Kiviniemi                                                                                               | 727                                                 | Vihreä liitto                                       |
| Lauri Ihalainen (1947)                                          | 22.6.2011–24.6.2014 24.6.2014–29.5.2015 | Katainen Stubb | 1438                                                | SDP                                                 |
| Jari Lindström (1965)                                           | 5.5.2017–6.6.2019 | Sipilä | 1470                                                | Perussuomalaiset Réforme bleue                      |
| Timo Harakka (1962)                                             | 6.6.2019–10.12.2019 | Rinne | 188                                                 | SDP                                                 |
| Timo Harakka (1962)                                             | 10.12.2019–virassa | Marin | 11921                                               | SDP                                                 |
| Ministre de la Force de travail                                 | | |                                                     |                                                     |
| Veikko Helle (1911–2005)                                        | 1.3.1970–14.5.1970 15.7.1970–29.10.1971 23.2.1972–4.9.1972 31.12.1982–6.5.1983 | Koivisto I Karjalainen I Paasio I Sorsa III                                                                         | 869                                                 | SDP                                                 |
| Esa Timonen (1925–2015)                                         | 14.5.1970–15.7.1970 | Aura I | 63                                                  | ammattiministeri                                    |
| Keijo Liinamaa (1929–1980)                                      | 29.10.1971–23.2.1972 | Aura II | 118                                                 | ammattiministeri                                    |
| Valde Nevalainen (1919–1994)                                    | 4.9.1972–13.6.1975 | Sorsa I | 1013                                                | SDP                                                 |
| Ilmo Paananen (1927–2014)                                       | 13.6.1975–30.11.1975 | Liinamaa | 171                                                 | ammattiministeri                                    |
| Paavo Aitio (1918–1989)                                         | 30.11.1975–29.9.1976 | Miettunen II | 305                                                 | SKDL                                                |
| Paavo Väyrynen (1946)                                           | 29.9.1976–15.5.1977 | Miettunen II | 229                                                 | Parti du centre                                     |
| Arvo Aalto (1932)                                               | 15.5.1977–26.5.1979 | Koivisto II Sorsa II                                                                                                | 1406                                                | SKDL                                                |
| Jouko Kajanoja (1942)                                           | 20.3.1981–19.2.1982 19.2.1982–31.12.1982 | Koivisto II Sorsa II                                                                                                | 652                                                 | SKDL                                                |
| Urpo Leppänen (1944–2010)                                       | 6.5.1983–30.4.1987 | Sorsa IV | 1456                                                | SMP                                                 |
| Matti Puhakka (1945)                                            | 30.4.1987–31.5.1989 | Holkeri | 763                                                 | SDP                                                 |
| Ministre des Affaires étrangères                                | | |                                                     |                                                     |
| Carl Enckell (1876–1959)                                        | 27.11.1918–17.4.1919 17.4.1919–28.4.1919 2.6.1922–14.11.1922 18.1.1924–31.5.1924 8.8.1944–21.9.1944 21.9.1944–17.11.1944 17.11.1944–17.4.1945 17.4.1945–26.3.1946 26.3.1946–29.7.1948 29.7.1948–17.3.1950 | Ingman I Kaarlo Castrén Cajander I Cajander II Hackzell Urho Castrén Paasikivi II Paasikivi III Pekkala Fagerholm I | 2502                                                | ammattiministeri                                    |
| Rudolf Holsti (1881–1945)                                       | 28.4.1919–15.8.1919 15.8.1919–15.3.1920 15.3.1920–9.4.1921 9.4.1921–20.5.1922 7.10.1936–12.3.1937 12.3.1937–16.11.1938                                                                                    | Kaarlo Castrén Vennola I Erich Vennola II Kallio IV Cajander III                                                    | 1890                                                | Edistyspuolue                                       |
| Juho Vennola (1872–1938)                                        | 14.11.1922–18.1.1924 | Kallio I | 431                                                 | Edistyspuolue                                       |
| Hjalmar J. Procopé (1889–1954)                                  | 31.5.1924–31.3.1925 17.12.1927–22.12.1928 22.12.1928–16.8.1929 16.8.1929–4.7.1930 4.7.1930–21.3.1931 | Ingman II Sunila I Mantere Kallio III Svinhufvud II                                                                 | 1496                                                | RKP ammattiministeri                                |
| Gustaf Idman (1885–1961)                                        | 31.3.1925–31.12.1925 | Tulenheimo | 276                                                 | ammattiministeri                                    |
| Emil Nestor Setälä (1864–1935)                                  | 31.12.1925–13.12.1926 | Kallio II | 348                                                 | Kokoomus                                            |
| Väinö Voionmaa (1869–1947)                                      | 13.12.1926–17.12.1927 16.11.1938–1.12.1938 | Tanner Cajander III                                                                                                 | 386                                                 | SDP                                                 |
| Aarno Yrjö-Koskinen (1885–1951)                                 | 21.3.1931–14.12.1932 | Sunila II | 635                                                 | Kokoomus                                            |
| Antti Hackzell (1881–1946)                                      | 14.12.1932–7.10.1936 | Kivimäki | 1394                                                | ammattiministeri                                    |
| Eljas Erkko (1895–1965)                                         | 12.12.1938–1.12.1939 | Cajander III | 355                                                 | Edistyspuolue                                       |
| Väinö Tanner (1881–1966)                                        | 1.12.1939–27.3.1940 | Ryti I | 118                                                 | SDP                                                 |
| Rolf Witting (1879–1944)                                        | 27.3.1940–4.1.1941 4.1.1941–5.3.1943 | Ryti II Rangell | 1074                                                | RKP                                                 |
| Henrik Ramsay (1886–1951)                                       | 5.3.1943–8.8.1944 | Linkomies | 523                                                 | RKP                                                 |
| Åke Gartz (1888–1974)                                           | 17.3.1950–17.1.1951 17.1.1951–20.9.1951 | Kekkonen I Kekkonen II                                                                                              | 553                                                 | ammattiministeri                                    |
| Sakari Tuomioja (1911–1964)                                     | 20.9.1951–26.11.1952 | Kekkonen III | 434                                                 | ammattiministeri                                    |
| Urho Kekkonen (1900–1986)                                       | 26.11.1952–9.7.1953 5.5.1954–20.10.1954 | Kekkonen III Törngren                                                                                               | 395                                                 | Maalaisliitto                                       |
| Ralf Törngren (1899–1961)                                       | 9.7.1953–17.11.1953 17.11.1953–5.5.1954 3.3.1956–27.5.1957 13.1.1959–16.5.1961 | Kekkonen IV Tuomioja Fagerholm II Sukselainen I                                                                     | 1607                                                | RKP                                                 |
| Johannes Virolainen (1914–2000)                                 | 20.10.1954–3.3.1956 27.5.1957–29.11.1957 | Kekkonen V Sukselainen I Fagerholm III                                                                              | 786                                                 | Maalaisliitto                                       |
| Paavo Hynninen (1883–1960)                                      | 29.11.1957–26.4.1958 26.4.1958–29.8.1958 | Von Fieandt | 274                                                 | ammattiministeri                                    |
| Karl-August Fagerholm (1901–1984)                               | 4.12.1958–13.1.1959 | Fagerholm III | 41                                                  | SDP                                                 |
| Vieno Johannes Sukselainen (1906–1995)                          | 19.5.1961–19.6.1961 | Sukselainen II | 32                                                  | Maalaisliitto                                       |
| Ahti Karjalainen (1923–1990)                                    | 19.6.1961–14.7.1961 14.7.1961–13.4.1962 12.9.1964–27.5.1966 27.5.1966–22.3.1968 22.3.1968–14.5.197 04.9.1972–13.6.1975                                                                                    | Sukselainen II Miettunen I Virolainen Paasio I Koivisto I Sorsa II                                                  | 3383                                                | Maalaisliitto/Parti du centre                       |
| Veli Merikoski (1905–1982)                                      | 13.4.1962–18.12.1963 | Karjalainen I | 615                                                 | Suomen Kansanpuolue                                 |
| Jaakko Hallama (1917–1996)                                      | 18.12.1963–12.9.1964 | Lehto | 270                                                 | ammattiministeri                                    |
| Väinö Leskinen (1917–1972)                                      | 14.5.1970–15.7.1970 | Aura I | 534                                                 | ammattiministeri                                    |
| Olavi J. Mattila (1918–2013)                                    | 29.10.1971–23.2.1972 13.6.1975–30.11.1975 | Aura II Liinamaa | 289                                                 | ammattiministeri                                    |
| Kalevi Sorsa (1930–2004)                                        | 23.2.1972–4.9.1972 30.11.1975–29.9.1976 30.4.1987–31.1.1989 | Paasio II Miettunen II Holkeri                                                                                      | 1143                                                | SDP                                                 |
| Keijo Korhonen (1934)                                           | 29.9.1976–15.5.1977 | Miettunen III | 229                                                 | Parti du centre                                     |
| Paavo Väyrynen (1946)                                           | 15.5.1977–26.5.1979 26.5.1979–19.2.1982 6.5.1983–30.4.1987 26.4.1991–5.5.1993 | Sorsa II Koivisto II Sorsa IV Aho                                                                                   | 3939                                                | Parti du centre                                     |
| Pär Stenbäck (1941)                                             | 19.2.1982–6.5.1983 | Sorsa III | 442                                                 | RKP                                                 |
| Pertti Paasio (1939–2020)                                       | 1.2.1989–26.4.1991 | Holkeri | 815                                                 | SDP                                                 |
| Heikki Haavisto (1935)                                          | 5.5.1993–3.2.1995 | Aho | 640                                                 | Parti du centre                                     |
| Paavo Rantanen (1934)                                           | 3.2.1995–13.4.1995 | Aho | 70                                                  | ammattiministeri                                    |
| Tarja Halonen (1943)                                            | 13.4.1995–15.4.1999 15.4.1999–25.2.2000 | Lipponen I Lipponen II                                                                                              | 1780                                                | SDP                                                 |
| Erkki Tuomioja (1946)                                           | 25.2.2000–17.4.2003 17.4.2003–24.6.2003 24.6.2003–19.4.2007 22.6.2011–24.6.2014 24.6.2014–29.5.2015 | Lipponen II Jäätteenmäki Vanhanen I Katainen Stubb                                                                  | 4365                                                | SDP                                                 |
| Ilkka Kanerva (1948)                                            | 19.4.2007–4.4.2008 | Vanhanen II | 352                                                 | Kokoomus                                            |
| Alexander Stubb (1968)                                          | 4.4.2008–22.6.2010 22.6.2010–22.6.2011 | Vanhanen II Kiviniemi                                                                                               | 1175                                                | Kokoomus                                            |
| Timo Soini (1962)                                               | 29.5.2015–6.6.2019 | Sipilä | 1470                                                | Réforme bleue                                       |
| Pekka Haavisto (1958)                                           | 6.6.2019–10.12.2019 | Rinne | 188                                                 | Vihreät                                             |
| Pekka Haavisto (1958)                                           | 10.12.2019–virassa | Marin | 11921                                               | Vihreät                                             |
| Directeur de la commission des Affaires étrangères              | | |                                                     |                                                     |
| Otto Stenroth (1861–1939)                                       | 27.5.1918–27.11.1918 | Paasikivi I | 185                                                 | Nuorsuomalaiset                                     |
| Ministre du Commerce extérieur et du Développement              | | |                                                     |                                                     |
| Paula Lehtomäki (1972)                                          | 17.4.2003–24.6.2003 24.6.2003–2.9.2005 3.3.2006–19.4.2007 | Jäätteenmäki Vanhanen I                                                                                             | 1283                                                | Parti du centre                                     |
| Mari Kiviniemi (1968)                                           | 2.9.2005–3.3.2006 | Vanhanen I | 183                                                 | Parti du centre                                     |
| Paavo Väyrynen (1946)                                           | 19.4.2007–22.6.2010 22.6.2010–22.6.2011 | Vanhanen II Kiviniemi                                                                                               | 1526                                                | Parti du centre                                     |
| Lenita Toivakka (1961)                                          | 29.5.2015–22.6.2016 | Sipilä | 391                                                 | Kokoomus                                            |
| Kai Mykkänen (1979)                                             | 22.6.2016–12.2.2018 | Sipilä | 601                                                 | Kokoomus                                            |
| Anne-Mari Virolainen (1965)                                     | 12.2.2018–6.6.2019 | Sipilä |                                                     | Kokoomus                                            |
| Ville Skinnari (1974)                                           | 6.6.2019–10.12.2019 | Rinne | 188                                                 | SDP                                                 |
| Ville Skinnari (1974)                                           | 10.12.2019–virassa | Marin | 11921                                               | SDP                                                 |
| Ministre du Commerce extérieur                                  | | |                                                     |                                                     |
| Kimmo Sasi (1952)                                               | 15.4.1999–4.1.2002 | Lipponen II | 996                                                 | Kokoomus                                            |
| Jari Vilén (1964)                                               | 4.1.2002–17.4.2003 | Lipponen II | 469                                                 | Kokoomus                                            |
| Ministre des Finances                                           | | |                                                     |                                                     |
| Kaarlo Castrén (1860–1938)                                      | 27.11.1918–17.4.1919 | Ingman I | 142                                                 | Edistyspuolue                                       |
| August Ramsay (1859–1943)                                       | 17.4.1919–15.8.1919 | Kaarlo Castrén | 121                                                 | RKP                                                 |
| Johannes Lundson (1867–1939)                                    | 15.8.1919–2.3.1920 | Vennola I | 201                                                 | Edistyspuolue                                       |
| Jonathan Vartiovaara (1875–1937)                                | 15.3.1920–9.4.1921 | Eric | 391                                                 | Kokoomus                                            |
| Risto Ryti (1889–1956)                                          | 9.4.1921–2.6.1922 14.11.1922–18.1.1924 | Vennola II Kallio I                                                                                                 | 851                                                 | Edistyspuolue                                       |
| Ernst Gråsten (1865–1942)                                       | 2.6.1922–14.11.1922 | Cajander I | 166                                                 | ammattiministeri                                    |
| Hugo Relander (1865–1947)                                       | 18.1.1924–31.5.1924 31.3.1925–31.12.1925 22.12.1928–16.8.1929 14.12.1932–7.10.1936 | Cajander II Tulenheimo Mantere Kivimäki                                                                             | 2043                                                | ammattiministeri                                    |
| Yrjö Pulkkinen (1875–1945)                                      | 31.5.1924–31.3.1925 | Ingman II | 305                                                 | Kokoomus                                            |
| Kyösti Järvinen (1869–1957)                                     | 31.12.1925–13.12.1926 21.3.1931–14.12.1932 | Kallio II Sunila II                                                                                                 | 983                                                 | Kokoomus                                            |
| Hannes Ryömä (1878–1939)                                        | 13.12.1926–17.12.1927 | Tanner | 370                                                 | SDP                                                 |
| Juho Niukkanen (1888–1954)                                      | 17.12.1927–22.12.1928 7.10.1936–12.3.1937 9.7.1953–17.11.1953 | Sunila I Kallio IV Kekkonen IV                                                                                      | 661                                                 | Maalaisliitto                                       |
| Tyko Reinikka (1887–1964)                                       | 16.8.1929–4.7.1930 | Kallio III | 323                                                 | Maalaisliitto                                       |
| Juho Vennola (1872–1938)                                        | 4.7.1930–21.3.1931 | Svinhufvud II | 261                                                 | Edistyspuolue                                       |
| Väinö Tanner (1881–1966)                                        | 12.3.1937–1.12.1939 22.5.1942–5.3.1943 5.3.1943–8.8.1944 | Cajander III Rangell Linkomies                                                                                      | 1805                                                | SDP                                                 |
| Mauno Pekkala (1890–1952)                                       | 1.12.1939–27.3.1940 27.3.1940–4.1.1941 4.1.1941–22.5.1942 | Ryti I Ryti II Rangell                                                                                              | 904                                                 | SDP                                                 |
| Onni Hiltunen (1895–1971)                                       | 8.8.1944–21.9.1944 21.9.1944–17.11.1944 29.7.1948–17.3.1950 17.1.1951–20.9.1951 | Hackzell Urho Castrén Fagerholm I Kekkonen II                                                                       | 946                                                 | SDP                                                 |
| Johan Helo (1889–1966)                                          | 17.11.1944–17.4.1945 | Paasikivi II | 152                                                 | SDP                                                 |
| Sakari Tuomioja (1911–1964)                                     | 17.4.1945–17.7.1945 | Paasikivi III | 92                                                  | Edistyspuolue                                       |
| Ralf Törngren (1899–1961)                                       | 17.7.1945–26.3.1946 26.3.1946–29.7.1948 | Paasikivi III Pekkala                                                                                               | 1109                                                | RKP                                                 |
| Vieno Johannes Sukselainen (1906–1995)                          | 17.3.1950–17.1.1951 5.5.1954–20.10.1954 | Kekkonen I Törngren                                                                                                 | 476                                                 | Maalaisliitto                                       |
| Viljo Rantala (1892–1980)                                       | 20.9.1951–9.7.1953 | Kekkonen III | 659                                                 | SDP                                                 |
| Tuure Junnila (1910–1999)                                       | 17.11.1953–5.5.1954 | Tuomioja | 170                                                 | Kokoomus                                            |
| Penna Tervo (1901–1956)                                         | 20.10.1954–26.2.1956 | Kekkonen V | 495                                                 | SDP                                                 |
| Aarre Simonen (1913–1977)                                       | 3.3.1956–27.5.1957 | Fagerholm II | 451                                                 | SDP                                                 |
| Nils Meinander (1910–1985)                                      | 27.5.1957–2.7.1957 | Sukselainen I | 37                                                  | RKP                                                 |
| Martti Miettunen (1907–2002)                                    | 2.7.1957–29.11.1957 | Sukselainen I | 151                                                 | Maalaisliitto                                       |
| Lauri Hietanen (1902–1971)                                      | 29.11.1957–26.4.1958 | Von Fieandt | 149                                                 | ammattiministeri                                    |
| Ilmo Nurmela (1903–1974)                                        | 26.4.1958–29.8.1958 | Kuuskoski | 126                                                 | ammattiministeri                                    |
| Päiviö Hetemäki (1913–1980)                                     | 29.8.1958–13.1.1959 14.5.1970–15.7.1970 29.10.1971–23.2.1972 | Fagerholm III Aura I Aura II                                                                                        | 319                                                 | Kokoomus ammattiministeri                           |
| Wiljam Sarjala (1901–1977)                                      | 13.1.1959–14.7.1961 14.7.1961–13.4.1962 | Sukselainen II Miettunen I                                                                                          | 1187                                                | Maalaisliitto                                       |
| Osmo P. Karttunen (1922–1985)                                   | 13.4.1962–13.12.1963 | Karjalainen I | 610                                                 | Kokoomus                                            |
| Mauno Jussila (1908–1988)                                       | 13.12.1963–18.12.1963 | Karjalainen I | 6                                                   | Maalaisliitto                                       |
| Esko Rekola (1919–2014)                                         | 18.12.1963–12.9.1964 29.9.1976–15.5.1977 | Lehto Miettunen III                                                                                                 | 499                                                 | ammattiministeri                                    |
| Esa Kaitila (1909–1975)                                         | 12.9.1964–27.5.1966 | Virolainen | 623                                                 | Suomen Kansanpuolue                                 |
| Mauno Koivisto (1923–2017)                                      | 27.5.1966–31.12.1967 23.2.1972–4.9.1972 | Paasio I Paasio II                                                                                                  | 779                                                 | SDP                                                 |
| Eino Raunio (1909–1979)                                         | 1.1.1968–22.3.1968 22.3.1968–14.5.1970 | Paasio I Koivisto I                                                                                                 | 865                                                 | SDP                                                 |
| Carl Olof Tallgren (1927)                                       | 15.7.1970–29.10.1971 | Karjalainen II | 472                                                 | RKP                                                 |
| Johannes Virolainen (1914–2000)                                 | 4.9.1972–13.6.1975 | Sorsa I | 1013                                                | Parti du centre                                     |
| Heikki Tuominen (1920–2010)                                     | 13.6.1975–30.11.1975 | Liinamaa | 171                                                 | ammattiministeri                                    |
| Paul Paavela (1931–1980)                                        | 30.11.1975–29.9.1976 15.5.1977–26.5.1979 | Miettunen II Sorsa II                                                                                               | 1047                                                | SDP                                                 |
| Ahti Pekkala (1924–2014)                                        | 26.5.1979–19.2.1982 19.2.1982–6.5.1983 6.5.1983–31.1.1986 | Koivisto II Sorsa III Sorsa IV                                                                                      | 2443                                                | Parti du centre                                     |
| Esko Ollila (1940–2018)                                         | 1.2.1986–30.4.1987 | Sorsa IV | 454                                                 | Parti du centre                                     |
| Erkki Liikanen (1950)                                           | 30.4.1987–28.2.1990 | Holkeri | 1036                                                | SDP                                                 |
| Matti Louekoski (1941)                                          | 1.3.1990–26.4.1991 | Holkeri | 422                                                 | SDP                                                 |
| Iiro Viinanen (1944)                                            | 26.4.1991–13.4.1995 13.4.1995–2.2.1996 | Aho Lipponen I | 1744                                                | Kokoomus                                            |
| Sauli Niinistö (1948)                                           | 2.2.1996–15.4.1999 15.4.1999–17.4.2003 | Lipponen I Lipponen II                                                                                              | 2632                                                | Kokoomus                                            |
| Antti Kalliomäki (1947)                                         | 17.4.2003–24.6.2003 24.6.2003–23.9.2005 | Jäätteenmäki Vanhanen I                                                                                             | 891                                                 | SDP                                                 |
| Eero Heinäluoma (1955)                                          | 23.9.2005–19.4.2007 | Vanhanen I | 574                                                 | SDP                                                 |
| Jyrki Katainen (1971)                                           | 19.4.2007–22.6.2010 22.6.2010–22.6.2011 | Vanhanen II Kiviniemi                                                                                               | 1526                                                | Kokoomus                                            |
| Jutta Urpilainen (1975)                                         | 22.6.2011–6.6.2014 | Katainen | 1081                                                | SDP                                                 |
| Antti Rinne (1962)                                              | 6.6.2014–24.6.2014 24.6.2014–29.5.2015 | Katainen Stubb | 273                                                 | SDP                                                 |
| Alexander Stubb (1968)                                          | 29.5.2015–22.6.2016 | Sipilä | 3002                                                | Kokoomus                                            |
| Petteri Orpo (1969)                                             | 22.6.2016–6.6.2019 | Sipilä | 1080                                                | Kokoomus                                            |
| Mika Lintilä (1966)                                             | 6.6.2019–10.12.2019 | Rinne | 188                                                 | Parti du centre                                     |
| Katri Kulmuni (1987)                                            | 10.12.2019–9.6.2020 | Marin | 183                                                 | Parti du centre                                     |
| Matti Vanhanen (1955)                                           | 9.6.2020–virassa | Marin | 11739                                               | Parti du centre                                     |
| Directeur de la commission des Finances                         | | |                                                     |                                                     |
| Juhani Arajärvi (1867–1941)                                     | 27.11.1917–27.5.1918 27.5.1918–27.11.1918 | Svinhufvud I Paasikivi I                                                                                            | 366                                                 | Suomalainen puolue                                  |
| Ministre de la Communication                                    | | |                                                     |                                                     |
| Suvi Lindén (1962)                                              | 19.4.2007–22.6.2010 | Vanhanen II | 1526                                                | Kokoomus                                            |
| Ministre de l'Environnement et du Climat                        | | |                                                     |                                                     |
| Krista Mikkonen (1972)                                          | 6.6.2019–virassa | Rinteen hallitus | 11921                                               | Vihreät                                             |
| Ministre de l'Environnement                                     | | |                                                     |                                                     |
| Matti Ahde (1945–2019)                                          | 1.10.1983–30.4.1987 | Sorsa I | 1308                                                | SDP                                                 |
| Kaj Bärlund (1945)                                              | 30.4.1987–26.4.1991 | Holkeri | 1458                                                | SDP                                                 |
| Sirpa Pietikäinen (1959)                                        | 26.4.1991–13.4.1995 | Aho | 1449                                                | Kokoomus                                            |
| Pekka Haavisto (1958)                                           | 13.4.1995–15.4.1999 | Lipponen I | 1464                                                | Vihreä liitto                                       |
| Satu Hassi (1951)                                               | 15.4.1999–31.5.2002 | Lipponen II | 1143                                                | Vihreä liitto                                       |
| Jouni Backman (1959)                                            | 31.5.2002–17.4.2003 | Lipponen II | 322                                                 | SDP                                                 |
| Jan-Erik Enestam (1947)                                         | 17.4.2003–24.6.2003 24.6.2003–31.12.2006 | Jäätteenmäki Vanhanen I                                                                                             | 1355                                                | RKP                                                 |
| Stefan Wallin (1967)                                            | 1.1.2007–19.4.2007 | Vanhanen I | 109                                                 | RKP                                                 |
| Paula Lehtomäki (1972)                                          | 19.4.2007–28.9.2007 11.4.2008–22.6.2010 22.6.2010–22.6.2011 | Vanhanen II Kiviniemi                                                                                               | 1331                                                | Parti du centre                                     |
| Kimmo Tiilikainen (1966)                                        | 28.9.2007–11.4.2008 | Vanhanen II | 197                                                 | Parti du centre                                     |
| Ville Niinistö (1976)                                           | 22.6.2011–24.6.2014 24.6.2014–26.9.2014 | Katainen Stubb | 1193                                                | Vihreä liitto                                       |
| Sanni Grahn-Laasonen (1983)                                     | 26.9.2014–29.5.2015 | Stubb | 246                                                 | Kokoomus                                            |
| Kimmo Tiilikainen (1966)                                        | 5.5.2017–6.6.2019 | Sipilä |                                                     | Parti du centre                                     |